# Coupe de France de football 2021-2022
 (septembre 2022).
Navigation
Coupe de France 2020-2021 Coupe de France 2022-2023
La Coupe de France de football 2021-2022 est la 105e édition de la Coupe de France, compétition à élimination directe mettant aux prises des clubs de football amateurs et professionnels affiliés à la Fédération française de football, qui l'organise conjointement avec les ligues régionales. Ce sont 7 378 clubs de tous niveaux qui s'affrontent durant cette édition.
Le vainqueur de la compétition se qualifie pour la phase de groupes de la Ligue Europa 2022-2023.

## Déroulement de la compétition
Après les changements de l'année précédente liés à la pandémie de Covid-19 en France, la compétition retrouve son système habituel. Toutefois, la suppression de la prolongation, mise en place la saison dernière, est conservée sauf pour la finale.

## Calendrier
Le calendrier est le suivant:
| Tour                                                                           | Nom                        | Dates retenues                      | Équipes entrantes | Équipes participantes | Équipes gagnantes |
| ------------------------------------------------------------------------------ | -------------------------- | ----------------------------------- | ----------------- | --------------------- | ----------------- |
| Phase préliminaire (Métropole)                                                 |                            |                                     |                   |                       |                   |
| 0                                                                              | Tour préliminaire          | dimanche 22 et 29 août              | 80                | 80                    | 40                |
| 1                                                                              | Premier tour               | dimanche 22, 29 août et 5 septembre | 5 848             | 5 888                 | 2 944             |
| 2                                                                              | Deuxième tour              | dimanche 29 août, 5 et 12 septembre | 920               | 3 916                 | 1 958             |
| Entrée des 135 clubs de National 3 et du représentant de St-Pierre-et-Miquelon |                            |                                     |                   |                       |                   |
| 3                                                                              | Troisième tour             | samedi 18 et dimanche 19 septembre  | 135+68+1          | 2 162                 | 1 081             |
| Entrée des 51 clubs de National 2                                              |                            |                                     |                   |                       |                   |
| 4                                                                              | Quatrième tour             | samedi 2 et dimanche 3 octobre      | 51                | 1 132                 | 566               |
| Entrée des 18 clubs de National                                                |                            |                                     |                   |                       |                   |
| 5                                                                              | Cinquième tour             | samedi 16 et dimanche 17 octobre    | 18                | 584                   | 292               |
| 6                                                                              | Sixième tour               | samedi 30 et dimanche 31 octobre    | -                 | 292                   | 146               |
| Entrée des 19 clubs de Ligue 2 et des 11 clubs d'Outre-Mer                     |                            |                                     |                   |                       |                   |
| 7                                                                              | Septième tour              | samedi 13 et dimanche 14 novembre   | 19+11             | 176                   | 88                |
| 8                                                                              | Huitième tour              | samedi 27 et dimanche 28 novembre   | -                 | 88                    | 44                |
| Tableau final                                                                  |                            |                                     |                   |                       |                   |
| Entrée des 20 clubs de Ligue 1                                                 |                            |                                     |                   |                       |                   |
| 9                                                                              | Trente-deuxièmes de finale | samedi 18 et dimanche 19 décembre   | 20                | 64                    | 32                |
| 10                                                                             | Seizièmes de finale        | dimanche 2 et lundi 3 janvier       | -                 | 32                    | 16                |
| 11                                                                             | Huitièmes de finale        | samedi 29 et dimanche 30 janvier    | -                 | 16                    | 8                 |
| 12                                                                             | Quarts de finale           | mardi 8 et mercredi 9 février       | -                 | 8                     | 4                 |
| 13                                                                             | Demi-finales               | mardi 1er et mercredi 2 mars        | -                 | 4                     | 2                 |
| 14                                                                             | Finale au Stade de France  | samedi 7 mai                        | -                 | 2                     | 1                 |

1. ↑  Les rencontres peuvent se jouer à d'autres dates, du fait d'un report par l'arbitre ou d'un d'accord des deux clubs.
2. ↑  Un tour préliminaire est organisé seulement par les ligues du Centre-Val de Loire et de la Méditerranée.
3. 1 2 3  La majorité des ligues programme le T1 le 29 août et le T2 le 5 septembre sauf pour :
* Ligues Bourgogne-Franche-Comté et Normandie : T1 le 22 août et T2 le 29 août.
* Ligue Grand-Est : T1 le 29 août et T2 le 12 septembre.
* Ligue Corse : Pas de T1 et T2 le 12 septembre.

## Participants
Les clubs participants rentrent tout au long de la compétition en fonction de leur niveau de division :

## Phase préliminaire

### Tours régionaux
Plusieurs milliers de matchs sont joués lors des tours préliminaires. Seuls seront indiqués dans cet article les résultats des clubs professionnels aux 5e et 6e tours ainsi que l'ensemble des résultats des 7e et 8e tours.
Pour consulter l'ensemble des rencontres, voir l'article en anglais : en:2021–22 Coupe de France preliminary rounds
Ci-dessous pour les 5e et 6e tours, seules les rencontres des clubs professionnels de National 2021-2022, à savoir FC Chambly Oise, LB Châteauroux, Le Mans FC, US Orléans et le Red Star FC.

#### Cinquième tour
| 16 octobre 2021 | Vineuil SF (R1) | 0 - 1   | US Orléans (N) |                                                        |                                                        |
| 18 h 30 CEST    |                 | (0 - 1) | 20e Souda      | Stade municipal, Vineuil Arbitrage : Valentin Dansault | Stade municipal, Vineuil Arbitrage : Valentin Dansault |
| 18 h 30 CEST    | Rapport         |         |                | Stade municipal, Vineuil Arbitrage : Valentin Dansault | Stade municipal, Vineuil Arbitrage : Valentin Dansault |

| 16 octobre 2021 | SO Romorantin (N2) | 1 - 2   | LB Châteauroux (N) |                                                                         |                                                                         |
| 19 h 0 CEST     | Ouhammou 89e       | (0 - 1) | 15e 51e Robinet    | Stade Jules-Ladoumègue, Romorantin-Lanthenay Arbitrage : Anthony Junges | Stade Jules-Ladoumègue, Romorantin-Lanthenay Arbitrage : Anthony Junges |
| 19 h 0 CEST     | Rapport            |         |                    | Stade Jules-Ladoumègue, Romorantin-Lanthenay Arbitrage : Anthony Junges | Stade Jules-Ladoumègue, Romorantin-Lanthenay Arbitrage : Anthony Junges |

| 17 octobre 2021 | ASM Chambourcy (R3) | 0 - 6   | Red Star FC (N)                                         |                                                         |                                                         |
| 14 h 30 CEST    |                     | (0 - 5) | 1re Maes · 19e 34e 38e Tokpa · 30e Benali · 88e Homawoo | Stade municipal, Chambourcy Arbitrage : Mickael Hadjadj | Stade municipal, Chambourcy Arbitrage : Mickael Hadjadj |
| 14 h 30 CEST    | Rapport             |         |                                                         | Stade municipal, Chambourcy Arbitrage : Mickael Hadjadj | Stade municipal, Chambourcy Arbitrage : Mickael Hadjadj |

| 17 octobre 2021 | US Chevrières Grandfresnoy (R2) | 0 - 7   | FC Chambly Oise (N)                                    |                                                          |                                                          |
| 15 h 0 CEST     |                                 | (0 - 2) | 15e 40e 78e 89e Petković · 47e Akassou · 62e Callegari | Stade Harlé-d'Ophove, Chevrières Arbitrage : Loann Darcy | Stade Harlé-d'Ophove, Chevrières Arbitrage : Loann Darcy |
| 15 h 0 CEST     | Rapport                         |         |                                                        | Stade Harlé-d'Ophove, Chevrières Arbitrage : Loann Darcy | Stade Harlé-d'Ophove, Chevrières Arbitrage : Loann Darcy |

| 17 octobre 2021 | AC La Chapelle-sur-Erdre (R2) | 0 - 3 | Le Mans FC (N)                  |                                                                                  |                                                                                  |
| 15 h 0 CEST     |                               |       | 51e Lehoux · 63e 83e Gouletquer | Stade Buisson de la Grolle, La Chapelle-sur-Erdre Arbitrage : Guillaume Piednoir | Stade Buisson de la Grolle, La Chapelle-sur-Erdre Arbitrage : Guillaume Piednoir |
| 15 h 0 CEST     | Rapport                       |       |                                 | Stade Buisson de la Grolle, La Chapelle-sur-Erdre Arbitrage : Guillaume Piednoir | Stade Buisson de la Grolle, La Chapelle-sur-Erdre Arbitrage : Guillaume Piednoir |

#### Sixième tour
| 30 octobre 2021 | US Maubeuge (N3)             | 2 - 3   | FC Chambly Oise (N)                      |                                                          |                                                          |
| 17 h 0 CEST     | Stevance 73e · El Kinani 90e | (0 - 1) | 28e Heinry · 51e Petković · 87e Berthier | Stade Léo-Lagrange, Maubeuge Arbitrage : Valentin Cardon | Stade Léo-Lagrange, Maubeuge Arbitrage : Valentin Cardon |
| 17 h 0 CEST     | Rapport                      |         |                                          | Stade Léo-Lagrange, Maubeuge Arbitrage : Valentin Cardon | Stade Léo-Lagrange, Maubeuge Arbitrage : Valentin Cardon |

| 30 octobre 2021 | FC Ouest Tourangeau (N3) | 0 - 0 5 - 3 t. a. b. | LB Châteauroux (N) |                                                        |                                                        |
| 18 h 0 CEST     |                          | (0 - 0)              |                    | Stade de La Haye, Ballan-Miré Arbitrage : Lucas Baudon | Stade de La Haye, Ballan-Miré Arbitrage : Lucas Baudon |
| 18 h 0 CEST     | Rapport                  |                      |                    | Stade de La Haye, Ballan-Miré Arbitrage : Lucas Baudon | Stade de La Haye, Ballan-Miré Arbitrage : Lucas Baudon |
| 18 h 0 CEST     | Tirs au but 5 - 3        |                      |                    | Stade de La Haye, Ballan-Miré Arbitrage : Lucas Baudon | Stade de La Haye, Ballan-Miré Arbitrage : Lucas Baudon |

| 31 octobre 2021 | Joué-lès-Tours FCT (R1) | 0 - 10  | US Orléans (N)                                                                     |                                                                                |                                                                                |
| 14 h 30 CET     |                         | (0 - 6) | 6e 87e Mokdad · 11e 24e 68e 77e Nkada · 36e Seba · 38e 45e Antoine · 60e Saint-Ruf | Complexe Sportif des Bercelleries, Joué-lès-Tours Arbitrage : Alexandre Cheron | Complexe Sportif des Bercelleries, Joué-lès-Tours Arbitrage : Alexandre Cheron |
| 14 h 30 CET     | Rapport                 |         |                                                                                    | Complexe Sportif des Bercelleries, Joué-lès-Tours Arbitrage : Alexandre Cheron | Complexe Sportif des Bercelleries, Joué-lès-Tours Arbitrage : Alexandre Cheron |

| 31 octobre 2021 | Red Star FC (N)                   | 3 - 0   | US Lusitanos Saint-Maur (N2) |                                                   |                                                   |
| 14 h 30 CET     | Tokpa 29e · Benali 61e · Guel 81e | (1 - 0) |                              | Stade Bauer, Saint-Ouen Arbitrage : Gabriel Henry | Stade Bauer, Saint-Ouen Arbitrage : Gabriel Henry |
| 14 h 30 CET     | Rapport                           |         |                              | Stade Bauer, Saint-Ouen Arbitrage : Gabriel Henry | Stade Bauer, Saint-Ouen Arbitrage : Gabriel Henry |

| 31 octobre 2021 | Pouzauges Bocage FC (N3) | 1 - 2   | Le Mans FC (N)    |                                                              |                                                              |
| 17 h 0 CET      | NGuessan 90+1e           | (0 - 2) | 39e 45e Glaetzlin | Stade Jacques Chartier, Pouzauges Arbitrage : Brendan Roffet | Stade Jacques Chartier, Pouzauges Arbitrage : Brendan Roffet |
| 17 h 0 CET      | Rapport                  |         |                   | Stade Jacques Chartier, Pouzauges Arbitrage : Brendan Roffet | Stade Jacques Chartier, Pouzauges Arbitrage : Brendan Roffet |

### Septième tour

#### Clubs participants
Les 146 clubs qualifiés du 6e tour, issus des phases régionales, sont rejoints par les 19 clubs de Ligue 2 ainsi que les représentants ultramarins de Mayotte, de Nouvelle-Calédonie et de Polynésie.
La répartition du nombre de clubs par ligue régionale est déterminé pour chaque édition par la fédération.
À ce stade de la compétition, les petits poucets sont trois clubs évoluant en Départemental 2 (niveau 10). Il s'agit de l'ESM Hamel, du FC Langlade-Bernis et le RC Salouël-Saleux.
Début octobre, le président de la Fédération calédonienne de football annonce l'annulation de la coupe de Calédonie 2021 et, de fait, du désistement de la participation du club représentant la Nouvelle-Calédonie en raison de la pandémie de Covid-19. Cela en découle qu'un club est exempt du 7e tour et qualifié automatiquement pour le 8e.

#### Finales régionales ultramarines
En raison du retard pris dans certaines ligues ultramarines dû à la pandémie de Covid-19, les clubs d'une même ligue s'affrontent en "finale régionale" (Guadeloupe, Guyane, La Réunion et Martinique).
- Finale régionale Guadeloupe

| 13 novembre 2021       | SS Baie-Mahault (R1 Guadeloupe) | 2 - 1   | AS Gosier (R1 Guadeloupe) | | |
| 20 h 0 UTC-4 1 h 0 CET |                                 | (1 - 0) |                           | Stade René-Serge-Nabajoth, Les Abymes (Guadeloupe) Diffuseur : Guadeloupe La Première Arbitrage : Nicolas Wassouf | Stade René-Serge-Nabajoth, Les Abymes (Guadeloupe) Diffuseur : Guadeloupe La Première Arbitrage : Nicolas Wassouf |
| 20 h 0 UTC-4 1 h 0 CET | Rapport                         |         |                           | Stade René-Serge-Nabajoth, Les Abymes (Guadeloupe) Diffuseur : Guadeloupe La Première Arbitrage : Nicolas Wassouf | Stade René-Serge-Nabajoth, Les Abymes (Guadeloupe) Diffuseur : Guadeloupe La Première Arbitrage : Nicolas Wassouf |

- Finale régionale Guyane

| 13 novembre 2021          | ASCO Saint-Laurent (R1 Guyane) | 0 - 2   | CSC Cayenne (R1 Guyane) | | |
| 15 h 30 UTC-3 19 h 30 CET |                                | (0 - 0) |                         | Stade Edmard-Lama, Remire-Montjoly (Guyane) Diffuseur : Guyane La Première Arbitrage : Anthony Matthew | Stade Edmard-Lama, Remire-Montjoly (Guyane) Diffuseur : Guyane La Première Arbitrage : Anthony Matthew |
| 15 h 30 UTC-3 19 h 30 CET | Rapport                        |         |                         | Stade Edmard-Lama, Remire-Montjoly (Guyane) Diffuseur : Guyane La Première Arbitrage : Anthony Matthew | Stade Edmard-Lama, Remire-Montjoly (Guyane) Diffuseur : Guyane La Première Arbitrage : Anthony Matthew |

- Finale régionale Martinique

| 13 novembre 2021       | Club colonial (R1 Martinique) | 0 - 1   | Club franciscain (R1 Martinique) | | |
| 19 h 0 UTC-4 0 h 0 CET |                               | (0 - 0) |                                  | Stade Pierre-Aliker, Fort-de-France (Martinique) Diffuseur : Martinique La Première Arbitrage : Guy Grégory Prevot | Stade Pierre-Aliker, Fort-de-France (Martinique) Diffuseur : Martinique La Première Arbitrage : Guy Grégory Prevot |
| 19 h 0 UTC-4 0 h 0 CET | Rapport                       |         |                                  | Stade Pierre-Aliker, Fort-de-France (Martinique) Diffuseur : Martinique La Première Arbitrage : Guy Grégory Prevot | Stade Pierre-Aliker, Fort-de-France (Martinique) Diffuseur : Martinique La Première Arbitrage : Guy Grégory Prevot |

- Finale régionale La Réunion

| 11 novembre 2021          | ASC Makes (R1 Réunion) | 1 - 9   | Saint-Denis FC (R1 Réunion) | | |
| 16 h 30 UTC+4 13 h 30 CET |                        | (0 - 5) |                             | Stade Michel-Volnay, Saint-Pierre (La Réunion) Diffuseur : Réunion La Première Arbitrage : David Lasour | Stade Michel-Volnay, Saint-Pierre (La Réunion) Diffuseur : Réunion La Première Arbitrage : David Lasour |
| 16 h 30 UTC+4 13 h 30 CET | Rapport                |         |                             | Stade Michel-Volnay, Saint-Pierre (La Réunion) Diffuseur : Réunion La Première Arbitrage : David Lasour | Stade Michel-Volnay, Saint-Pierre (La Réunion) Diffuseur : Réunion La Première Arbitrage : David Lasour |

#### Tirage principal
Les clubs sont répartis en 10 groupes régionaux (8 groupes de 16 clubs, avec un club exempt, et 2 groupes de 20). Les principaux objectifs sont d’assurer une répartition égale des clubs de mêmes niveaux (ex : pas plus de 2 clubs de L2 par groupe) et un regroupement par zone géographique, pour éviter les longs déplacements. Les représentants de Mayotte et de Tahiti sont tirés également dans ce tirage étant donné qu'ils jouent leurs rencontres en métropole,.
Le tirage a lieu le 3 novembre, à l’auditorium de la FFF, et est effectué par la secrétaire générale de la FFF, Laura Georges, le directeur technique national, Hubert Fournier, la présidente de la section féminine du Paris FC, Marie-Christine Terroni et l’ancienne internationale française, Aline Riera,.
- Groupe A

| 13 novembre 2021 | US Thionville Lusitanos (R2) | 0 - 5   | ASC Biesheim (N3)                                                         |                                 |                                 |
| 18 h 0 CET       |                              | (0 - 1) | 44e Chevrier · 56e Genghini · 72e Alves · 75e Ribeiro · 88e Heiligenstein | Stade de Guentrange, Thionville | Stade de Guentrange, Thionville |

| 14 novembre 2021 | AS Morhange (R2) | 0 - 4   | ES Thaonnaise (N3)                                  |                                        |                                        |
| 14 h 0 CET       |                  | (0 - 0) | 50e Dufour · 60e Gazagnes · 87e Uhlrich · 90e Colin | Stade municipal du Centre, Saint-Avold | Stade municipal du Centre, Saint-Avold |

| 14 novembre 2021 | UL Plantières (R3) | 1 - 3   | AS Nancy-Lorraine (L2)                 |                                             |                                             |
| 14 h 0 CET       | 17e Santos         | (1 - 0) | 59e Triboulet · 68e Jung · 85e Francke | Stade Saint-Symphorien, Longeville-lès-Metz | Stade Saint-Symphorien, Longeville-lès-Metz |

| 14 novembre 2021 | RC Champigneulles (R1) | 1 - 1 2 - 4 t. a. b. | FC Soleil Bischheim (R1) |                                 |                                 |
| 14 h 0 CET       | 12e Umbdenstock        | (1 - 1)              | 42e (csc) Molter         | Stade du Malnoy, Champigneulles | Stade du Malnoy, Champigneulles |
| 14 h 0 CET       | Tirs au but 2 - 4      |                      |                          | Stade du Malnoy, Champigneulles | Stade du Malnoy, Champigneulles |

| 14 novembre 2021 | Reims Sainte-Anne (R1) | 1 - 1 4 - 3 t. a. b. | FC 93 BBG (N2) |                                  |                                  |
| 14 h 0 CET       | 39e Logette            | (1 - 0)              | 77e Bessomen   | Stade Robert Pirès, Cormontreuil | Stade Robert Pirès, Cormontreuil |
| 14 h 0 CET       | Tirs au but 4 - 3      |                      |                | Stade Robert Pirès, Cormontreuil | Stade Robert Pirès, Cormontreuil |

| 14 novembre 2021 | RS Magny (R2)     | 1 - 1 4 - 2 t. a. b. | FC Éloyes (R3) |                                      |                                      |
| 14 h 0 CET       |                   | (0 - 1)              |                | Stade du Plateau Jérôme Savary, Metz | Stade du Plateau Jérôme Savary, Metz |
| 14 h 0 CET       | Tirs au but 4 - 2 |                      |                | Stade du Plateau Jérôme Savary, Metz | Stade du Plateau Jérôme Savary, Metz |

| 13 novembre 2021 | FC Sarrebourg (R1) | 1 - 1 4 - 3 t. a. b. | Espérance Aulnaysienne (R1) |                                      |                                      |
| 18 h 0 CET       | 9e Bassilekin      | (1 - 1)              | 36e Gouriche                | Stade Jean-Jacques Morin, Sarrebourg | Stade Jean-Jacques Morin, Sarrebourg |
| 18 h 0 CET       | Tirs au but 4 - 3  |                      |                             | Stade Jean-Jacques Morin, Sarrebourg | Stade Jean-Jacques Morin, Sarrebourg |

| 14 novembre 2021 | ES Molsheim-Ernolsheim (R2) | 1 - 1 1 - 4 t. a. b. | US Créteil-Lusitanos (N1) |                           |                           |
| 16 h 30 CET      | 90+7e                       | (0 - 1)              | 18e Pembele               | Parc des Sports, Molsheim | Parc des Sports, Molsheim |
| 16 h 30 CET      | Tirs au but 1 - 4           |                      |                           | Parc des Sports, Molsheim | Parc des Sports, Molsheim |

| 14 novembre 2021 | CS Sedan Ardennes (N1) | 2 - 2 3 - 5 t. a. b. | Paris FC (L2)           |                                                                         |                                                                         |
| 15 h 30 CET      | 12e Colin · 52e Géran  | (1 - 1)              | 27e Diakité · 76e Caddy | Stade Louis-Dugauguez, Sedan Diffuseur : Eurosport 2 & France 3 Régions | Stade Louis-Dugauguez, Sedan Diffuseur : Eurosport 2 & France 3 Régions |
| 15 h 30 CET      | Tirs au but 3 - 5      |                      |                         | Stade Louis-Dugauguez, Sedan Diffuseur : Eurosport 2 & France 3 Régions | Stade Louis-Dugauguez, Sedan Diffuseur : Eurosport 2 & France 3 Régions |

| 13 novembre 2021 | SC Schiltigheim (N2) | 1 - 1 4 - 5 t. a. b. | US Sarre-Union (N3) |                              |                              |
| 18 h 0 CET       | 89e Salhi            | (1 - 1)              | 81e Delgado         | Stade de l'Aar, Schiltigheim | Stade de l'Aar, Schiltigheim |
| 18 h 0 CET       | Tirs au but 4 - 5    |                      |                     | Stade de l'Aar, Schiltigheim | Stade de l'Aar, Schiltigheim |

- Groupe B

| 14 novembre 2021 | AS Montchat (R2) | 1 - 0   | FR Saint-Marcel (R2) |                        |                        |
| 14 h 0 CET       | 18e Seferi       | (1 - 0) |                      | Stade Vuillermet, Lyon | Stade Vuillermet, Lyon |

| 13 novembre 2021 | Bresse Jura Foot (R2) | 1 - 3   | FC Sochaux-Montbéliard (L2)         |                                  |                                  |
| 14 h 30 CET      | 90e Elbachir          | (0 - 0) | 56e Faraj · 66e Tebily · 78e Kitala | Parc des sports du Bram, Louhans | Parc des sports du Bram, Louhans |

| 13 novembre 2021 | Jura Dolois (N3) | 0 - 4   | Bourg-en-Bresse 01 (N1)                                       |                          |                          |
| 18 h 0 CET       |                  | (0 - 3) | 3e Garita · 37e Agounon · 45e Fleurier · 55e (pen.) Soubervie | Stade Robert Bobin, Dole | Stade Robert Bobin, Dole |

| 13 novembre 2021 | RC Lons-Le-Saunier (R1) | 2 - 4   | Jura Sud Foot (N2)                          |                                  |                                  |
| 18 h 0 CET       | 78e · 89e               | (0 - 1) | 43e · 58e Moura · 81e Khaled · 90+2e Khaled | Stade municipal, Lons-le-Saunier | Stade municipal, Lons-le-Saunier |

| 14 novembre 2021 | FC Morteau-Montlebon (N3)                               | 4 - 0   | FC Nogentais (R1) |                                 |                                 |
| 14 h 0 CET       | 12e Benchagra · 53e Journot · 61e Benchagra · 77e Gaume | (1 - 0) |                   | Stade Henri Schaller, Montlebon | Stade Henri Schaller, Montlebon |

| 13 novembre 2021 | AS Saint-Apollinaire (N3) | 0 - 3   | Dijon FCO (L2)                            |                            |                            |
| 18 h 0 CET       |                           | (0 - 1) | 41e Jacob · 65e Scheidler · 85e Scheidler | Stade Gaston-Gérard, Dijon | Stade Gaston-Gérard, Dijon |

| 13 novembre 2021 | AS Illzach Modenheim (R1) | 0 - 2   | FC Mulhouse (N3)          |                                |                                |
| 18 h 0 CET       |                           | (0 - 0) | 53e Matuba · 78e Kourouma | Stade Joseph Biechlin, Illzach | Stade Joseph Biechlin, Illzach |

| 13 novembre 2021 | ASL Kœtzingue (R2) | 0 - 4   | Lyon-La Duchère (N2)                                 |                     |                     |
| 17 h 0 CET       |                    | (0 - 2) | 39e Ndiaye · 41e (pen.) Fuss · 59e Fuss · 83e Soumah | Stade Rhénan, Kembs | Stade Rhénan, Kembs |

- Groupe C

| 14 novembre 2021 | Côte Chaude Sportif (R2) | 0 - 3   | Hauts Lyonnais (N3)                       |                                   |                                   |
| 14 h 0 CET       |                          | (0 - 1) | 40e Boussaid · 49e Gromat · 51e Chambriad | Stade Auguste Dury, Saint-Étienne | Stade Auguste Dury, Saint-Étienne |

| 13 novembre 2021 | FC Bourgoin-Jallieu (N3) | 0 - 0 4 - 3 t. a. b. | Ain Sud (N3) |                                      |                                      |
| 18 h 0 CET       |                          | (0 - 0)              |              | Stade Pierre-Rajon, Bourgoin-Jallieu | Stade Pierre-Rajon, Bourgoin-Jallieu |
| 18 h 0 CET       | Tirs au but 4 - 3        |                      |              | Stade Pierre-Rajon, Bourgoin-Jallieu | Stade Pierre-Rajon, Bourgoin-Jallieu |

| 13 novembre 2021 | FC Saint-Cyr-Collonges (R3) | 1 - 2   | Grenoble Foot 38 (L2) |                                 |                                 |
| 14 h 0 CET       | 76e (pen.) Moukaddam        | (0 - 2) | 6e Anani · 26e Boissy | Stade Charles Trevoux, Craponne | Stade Charles Trevoux, Craponne |

| 13 novembre 2021 | RC Vichy (R1) | 1 - 2   | Andrézieux-Bouthéon FC (N2) |                             |                             |
| 18 h 0 CET       | 56e Sanoussy  | (0 - 2) | 8e Goudiaby · 44e Goudiaby  | Stade Louis Darragon, Vichy | Stade Louis Darragon, Vichy |

| 13 novembre 2021 | FC Limonest Dardilly St-Didier (N3) | 2 - 4   | AJ Auxerre (L2)                                          |                                           |                                           |
| 18 h 0 CET       | 1re Feneuil · 43e Benedick          | (2 - 2) | 24e Ben Fredj · 40e Joly · 52e Ben Fredj · 83e Ben Fredj | Parc des Sports Courtois Fillot, Limonest | Parc des Sports Courtois Fillot, Limonest |

| 13 novembre 2021 | Chambéry Savoie (N3)        | 2 - 1   | FC Villefranche Beaujolais (N1) |                                |                                |
| 18 h 0 CET       | 9e Scarantino · 80e Fortier | (1 - 0) | 83e Dabasse                     | Plaine de jeux Mager, Chambéry | Plaine de jeux Mager, Chambéry |

| 13 novembre 2021 | Vénissieux FC (R1)   | 2 - 2 6 - 5 t. a. b. | US Cosne (R1)               |                                 |                                 |
| 18 h 0 CET       | 6e Basi · 16e Vernet | (2 - 1)              | 29e Kalofazy · 52e Kalofazy | Stade Laurent Gerin, Vénissieux | Stade Laurent Gerin, Vénissieux |
| 18 h 0 CET       | Tirs au but 6 - 5    |                      |                             | Stade Laurent Gerin, Vénissieux | Stade Laurent Gerin, Vénissieux |

| 13 novembre 2021 | Neuville (R2) | 1 - 2   | Moulins-Yzeure Foot (N2)             |                                          |                                          |
| 15 h 30 CET      | 13e Sole      | (1 - 1) | 28e (pen.) Alouache · 90+3e Racollet | Stade Jean Oboussier, Neuville-sur-Saône | Stade Jean Oboussier, Neuville-sur-Saône |

- Groupe D

| 13 novembre 2021 | FC Langlade-Bernis (D2) | 1 - 2   | RCO Agde (N3)           |                               |                               |
| 14 h 30 CET      | 84e Bennabdeellah       | (0 - 1) | 28e Darmon · 74e Darmon | Stade Raymond Roure, Langlade | Stade Raymond Roure, Langlade |

| 14 novembre 2021 | JSCBA Nîmes (R2)  | 0 - 0 5 - 3 t. a. b. | AS Frontignan AC (R1) |                         |                         |
| 14 h 0 CET       |                   | (0 - 0)              |                       | Stade Jean-Bouin, Nîmes | Stade Jean-Bouin, Nîmes |
| 14 h 0 CET       | Tirs au but 5 - 3 |                      |                       | Stade Jean-Bouin, Nîmes | Stade Jean-Bouin, Nîmes |

| 13 novembre 2021 | US Blavozy (R1) | 1 - 2   | Rodez AF (L2)                 |                                       |                                       |
| 17 h 0 CET       | 36e Pezaire     | (1 - 0) | 47e Chougrani · 65e Chougrani | Stade Charles Massot, Le Puy-en-Velay | Stade Charles Massot, Le Puy-en-Velay |

| 13 novembre 2021 | AS Cannes (N3)      | 1 - 1 3 - 0 t. a. b. | Le Puy Foot (N2) |                                   |                                   |
| 18 h 0 CET       | 45+3e Sanches Silva | (1 - 0)              | 64e Fourrier     | Stade Pierre-de-Coubertin, Cannes | Stade Pierre-de-Coubertin, Cannes |
| 18 h 0 CET       | Tirs au but 3 - 0   |                      |                  | Stade Pierre-de-Coubertin, Cannes | Stade Pierre-de-Coubertin, Cannes |

| 13 novembre 2021 | ES Cannet-Rocheville (N3)        | 3 - 2   | Istres FC (N3)                 |                          |                          |
| 17 h 0 CET       | 3e Goumy · 5e Core · 67e Bennani | (2 - 0) | 85e Aked Daoud · 90+2e Zemoura | Stade Maillan, Le Cannet | Stade Maillan, Le Cannet |

| 14 novembre 2021 | Olympique Alès (N3) | 0 - 2   | FC Bastia-Borgo (N1)        |                            |                            |
| 14 h 0 CET       |                     | (0 - 0) | 79e Ba Moulaye · 88e Marmot | Stade Pierre-Pibarot, Alès | Stade Pierre-Pibarot, Alès |

| 13 novembre 2021 | Aubagne FC (N2)                | 2 - 2 5 - 4 t. a. b. | FC Martigues (N2)     |                                      |                                      |
| 18 h 0 CET       | 22e Mendy · 45+1e (pen.) Gandi | (2 - 0)              | 61e Kadir · 70e Caddy | Stade de Lattre-de-Tassigny, Aubagne | Stade de Lattre-de-Tassigny, Aubagne |
| 18 h 0 CET       | Tirs au but 5 - 4              |                      |                       | Stade de Lattre-de-Tassigny, Aubagne | Stade de Lattre-de-Tassigny, Aubagne |

| 13 novembre 2021 | FC Chusclan-Laudun (R3) | 0 - 3   | Nîmes Olympique (L2)                          |                                                                                       |                                                                                       |
| 14 h 0 CET       |                         | (0 - 1) | 36e Koné · 54e Ómarsson · 90e (pen.) Benrahou | Stade du Clos Bon Aure, Pont-Saint-Esprit Spectateurs : 1 800 Arbitrage : Ahmed Taleb | Stade du Clos Bon Aure, Pont-Saint-Esprit Spectateurs : 1 800 Arbitrage : Ahmed Taleb |

- Groupe E

| 13 novembre 2021 | Montluçon Football (N3) | 0 - 1   | Bergerac Périgord FC (N2) |                         |                         |
| 18 h 0 CET       |                         | (0 - 0) | 84e Bakir                 | Stade Dunlop, Montluçon | Stade Dunlop, Montluçon |

| 13 novembre 2021 | Stade bordelais (N3)    | 2 - 1   | AS Muret (N3)            |                                   |                                   |
| 19 h 0 CET       | 22e Seck · 43e Martinet | (2 - 0) | 76eGalcot Youlo Loufokou | Stade Sainte-Germaine, Le Bouscat | Stade Sainte-Germaine, Le Bouscat |

| 13 novembre 2021 | SAG Cestas (R1) | 0 - 2   | SO Cholet (N1)                     |                             |                             |
| 14 h 0 CET       |                 | (0 - 1) | 29e Le Mehaute · 64e (csc) Antunes | Stade des Peyrères, Canéjan | Stade des Peyrères, Canéjan |

| 13 novembre 2021 | Canet Roussillon FC (N2)    | 2 - 2 3 - 2 t. a. b. | Pau FC (L2)             |                                         |                                         |
| 19 h 0 CET       | 53e Ouadoudi · 64e Ouadoudi | (1 - 2)              | 12e Essende · 29e Gomis | Stade Saint-Michel, Canet-en-Roussillon | Stade Saint-Michel, Canet-en-Roussillon |
| 19 h 0 CET       | Tirs au but 3 - 2           |                      |                         | Stade Saint-Michel, Canet-en-Roussillon | Stade Saint-Michel, Canet-en-Roussillon |

| 13 novembre 2021 | Toulouse Métropole FC (R1) | 1 - 0   | ESA Brive (R1) |                                |                                |
| 18 h 0 CET       | 81e Belkoussa              | (0 - 0) |                | Stade Pierre Cahuzac, Toulouse | Stade Pierre Cahuzac, Toulouse |

| 14 novembre 2021 | Limens JSA (R3)   | 1 - 1 3 - 5 t. a. b. | Montauban FCTG (R2) |                                   |                                   |
| 15 h 0 CET       | 62e               | (0 - 1)              | 32e                 | Stade Raymond Gimel, Saint-Astier | Stade Raymond Gimel, Saint-Astier |
| 15 h 0 CET       | Tirs au but 3 - 5 |                      |                     | Stade Raymond Gimel, Saint-Astier | Stade Raymond Gimel, Saint-Astier |

| 13 novembre 2021        | Trélissac FC (N2)      | 2 - 0   | AS Vénus (R1 Polynésie) |                                                                  |                                                                  |
| 19 h 0 CET 8 h 0 UTC-10 | 44e Hamel · 51e Burgho | (1 - 0) |                         | Stade Firmin-Daudou, Trélissac Diffuseur : Polynésie La Première | Stade Firmin-Daudou, Trélissac Diffuseur : Polynésie La Première |

| 13 novembre 2021 | FC Libourne (N3)  | 0 - 0 1 - 3 t. a. b. | Toulouse FC (L2) |                                                             |                                                             |
| 16 h 0 CET       |                   | (0 - 0)              |                  | Stade Jean-Antoine-Moueix, Libourne Diffuseur : Eurosport 2 | Stade Jean-Antoine-Moueix, Libourne Diffuseur : Eurosport 2 |
| 16 h 0 CET       | Tirs au but 1 - 3 |                      |                  | Stade Jean-Antoine-Moueix, Libourne Diffuseur : Eurosport 2 | Stade Jean-Antoine-Moueix, Libourne Diffuseur : Eurosport 2 |

- Groupe F

| 13 novembre 2021 | ES Anzin-Saint-Aubin (D1) | 0 - 5   | Amiens SC (L2)                                                          |                              |                              |
| 18 h 30 CET      |                           | (0 - 0) | 52e Arokodare · 59e Arokodare · 65e Arokodare 68e · Mendy · 77e Gnahoré | Stade Degouve-Brabant, Arras | Stade Degouve-Brabant, Arras |

| 14 novembre 2021 | AC Cambrai (R1)                     | 3 - 0   | FC Raismes (R2) |                              |                              |
| 14 h 0 CET       | 7e Mazure · 25e Martin · 34e Camara | (3 - 0) |                 | Stade de la Liberté, Cambrai | Stade de la Liberté, Cambrai |

| 14 novembre 2021 | Valenciennes Dutemple FC (R3) | 1 - 2   | AC Amiens (N3)                                |                                        |                                        |
| 14 h 0 CET       | 16e Leghait                   | (0 - 0) | 69e (pen.) Despois de Folleville · 72e Slidja | Stade Christophe Laurent, Valenciennes | Stade Christophe Laurent, Valenciennes |

| 14 novembre 2021 | ES Bully-les-Mines (R2) | 0 - 6 | Entente Feignies Aulnoye FC (N3) |                                      |                                      |
| 14 h 0 CET       |                         |       |                                  | Stade René Corbelle, Bully-les-Mines | Stade René Corbelle, Bully-les-Mines |

| 14 novembre 2021 | US Tourcoing (R1) | 0 - 2   | Valenciennes FC (L2)     |                                  |                                  |
| 14 h 30 CET      |                   | (0 - 0) | 57e Hamache · 67e Sidibé | Stade Van de Veegaete, Tourcoing | Stade Van de Veegaete, Tourcoing |

| 13 novembre 2021 | Calonne-Ricouart FC6 (R3) | 0 - 0 5 - 3 t. a. b. | CMS Oissel (N3) |                               |                               |
| 16 h 0 CET       |                           | (0 - 0)              |                 | Stade Hermant-Deprez, Béthune | Stade Hermant-Deprez, Béthune |
| 16 h 0 CET       | Tirs au but 5 - 3         |                      |                 | Stade Hermant-Deprez, Béthune | Stade Hermant-Deprez, Béthune |

| 14 novembre 2021 | ESM Hamel (D2)   | 1 - 3   | RC Salouël-Saleux (D2)                 |                     |                     |
| 14 h 0 CET       | 64e (pen.) Allem | (0 - 2) | 6e Roger · 19e Louette · 52e Gorenflos | Stade Demeny, Douai | Stade Demeny, Douai |

| 14 novembre 2021 | Wasquehal Football (N3) | 4 - 0 | Stade Béthune (R1) |                                     |                                     |
| 14 h 0 CET       |                         |       |                    | Complexe Lucien-Montagne, Wasquehal | Complexe Lucien-Montagne, Wasquehal |

| 12 novembre 2021 | FC Chambly Oise (N1)                  | 3 - 2   | FC Rouen (N2)            |                           |                           |
| 19 h 0 CET       | 57e Vincent · 62e Dauchy · 72e Heinry | (0 - 0) | 52e Dogo · 90+2e Hitouss | Stade des Marais, Chambly | Stade des Marais, Chambly |

| 21 novembre 2021* | USM Waziers (R2) | 1 - 3   | AS Beauvais Oise (N2) |                       |                       |
| 14 h 0 CET        |                  | (0 - 2) |                       | Stade Gayant, Waziers | Stade Gayant, Waziers |

* Le match qui a lieu le 14 novembre à 14h00 est interrompu puis arrêté à cause de la grave blessure d'un joueur et par manque d'éclairage alors que le club de Beauvais mène 1-0; il est rejoué intégralement une semaine plus tard.
- Groupe G

| 14 novembre 2021 | J3S Amilly (N3) | 3 - 1   | Cergy-Pontoise FC (R1) |                                 |                                 |
| 14 h 30 CET      |                 | (2 - 0) |                        | Stade Georges-Clériceau, Amilly | Stade Georges-Clériceau, Amilly |

| 13 novembre 2021 | AS Étaples (R2) | 1 - 3   | US Quevilly-Rouen (L2)                     |                                               |                                               |
| 19 h 0 CET       | 53e Legal       | (0 - 2) | 25e (pen.) Dadoune · 38e Ndilu · 65e Nazon | Stade Gérard Houllier, Le Touquet-Paris-Plage | Stade Gérard Houllier, Le Touquet-Paris-Plage |

| 14 novembre 2021 | FC Val-de-Reuil (R2) | 0 - 3   | GFC Ajaccio (N3)                   |                               |                               |
| 14 h 0 CET       |                      | (0 - 2) | 13e Duflos · 15e Omar · 67e Menard | Parc des Sports, Val-de-Reuil | Parc des Sports, Val-de-Reuil |

| 13 novembre 2021 | US Esquelbecq (R2) | 1 - 3   | Red Star FC (N1)                   |                              |                              |
| 18 h 0 CET       | 76e Aboukassem     | (0 - 1) | 43e Benali · 72e Nilor · 90e Bosca | Stade Municipal, Steenvoorde | Stade Municipal, Steenvoorde |

| 13 novembre 2021 | ESA Linas-Montlhéry (N3) | 1 - 0   | USL Dunkerque (L2) |                                    |                                    |
| 18 h 0 CET       | 90+2e Bouvil             | (0 - 0) |                    | Stade Paul Desgouillons, Montlhéry | Stade Paul Desgouillons, Montlhéry |

| 14 novembre 2021 | FC Loon-Plage (R1)                         | 3 - 3 3 - 4 t. a. b. | Évreux FC (N3)                     |                                  |                                  |
| 14 h 0 CET       | 52e Terrier · 63e Mihoubi · 90+5e Janeszko | (0 - 1)              | 23e Borja · 51e Gomis · 61e Mendes | Stade Marcel Rosseel, Loon-Plage | Stade Marcel Rosseel, Loon-Plage |
| 14 h 0 CET       | Tirs au but 3 - 4                          |                      |                                    | Stade Marcel Rosseel, Loon-Plage | Stade Marcel Rosseel, Loon-Plage |

| 14 novembre 2021 | Olympique Lumbrois (R1)                 | 2 - 3   | FC Versailles 78 (N2)          |                           |                           |
| 14 h 0 CET       | 42e (pen.) Massaki · 76e (pen.) Massaki | (1 - 0) | 71e Djoco · 83e Ibayi · 85e Ba | Stade Jean Lebas, Lumbres | Stade Jean Lebas, Lumbres |

| 14 novembre 2021 | FC Saint-Julien (R3) | 1 - 2   | AS Poissy (N2)          |                                         |                                         |
| 14 h 0 CET       | 64e Razali           | (0 - 1) | 79e Touré · 90+4e Touré | Stade Mahmoud Tiarci, Le Petit-Quevilly | Stade Mahmoud Tiarci, Le Petit-Quevilly |

- Groupe H

| 13 novembre 2021 | Vierzon FC (N3) | 0 - 2   | Le Havre AC (L2)    |                           |                           |
| 17 h 0 CET       |                 | (0 - 0) | 51e Alioui · 88e Ba | Stade de Brouhot, Vierzon | Stade de Brouhot, Vierzon |

| 13 novembre 2021 | FC Ouest Tourangeau (N3) | 0 - 1   | US Chauvigny (N3) |                               |                               |
| 17 h 0 CET       |                          | (0 - 0) | 71e Biaka         | Stade de La Haye, Ballan-Miré | Stade de La Haye, Ballan-Miré |

| 13 novembre 2021 | ES Guéret (R1)    | 1 - 1 2 - 4 t. a. b. | C' Chartres Football (N2) |                            |                            |
| 19 h 0 CET       | 20e Dieme         | (1 - 0)              | 47e (pen.) Archimbaud     | Stade Léo Lagrange, Guéret | Stade Léo Lagrange, Guéret |
| 19 h 0 CET       | Tirs au but 2 - 4 |                      |                           | Stade Léo Lagrange, Guéret | Stade Léo Lagrange, Guéret |

| 14 novembre 2021 | AS Chatou (R1)                           | 3 - 2   | ES Nanterre (R2)       |                                    |                                    |
| 14 h 0 CET       | 38e Sylla · 40e Jacqueray · 79e Louaisil | (2 - 1) | 30e Sylla · 68e Gentes | Parc Omnisports, Croissy-sur-Seine | Parc Omnisports, Croissy-sur-Seine |

| 12 novembre 2021 | AC Ajaccio (L2)   | 0 - 0 3 - 4 t. a. b. | US Orléans (N1) |                              |                              |
| 20 h 0 CET       |                   | (0 - 0)              |                 | Stade François-Coty, Ajaccio | Stade François-Coty, Ajaccio |
| 20 h 0 CET       | Tirs au but 3 - 4 |                      |                 | Stade François-Coty, Ajaccio | Stade François-Coty, Ajaccio |

| 14 novembre 2021 | CS Feytiat (R1) | 0 - 2   | Stade Poitevin FC (N3)  |                              |                              |
| 14 h 0 CET       |                 | (0 - 2) | 2e Kibundu · 17e Cuvier | Stade Roger Couderc, Feytiat | Stade Roger Couderc, Feytiat |

| 14 novembre 2021 | AS Panazol (R2) | 2 - 1 | US Sénart Moissy (R1) |                             |                             |
| 14 h 0 CET       |                 |       |                       | Stade de Morpiénas, Panazol | Stade de Morpiénas, Panazol |

| 13 novembre 2021 | CS Mainvilliers (R2) | 1 - 3   | Angoulême CFC (N2)                    |                                 |                                 |
| 19 h 0 CET       | 55e Adelaide         | (0 - 1) | 6e Dieye · 86e Marchesseau · 88e Lobo | Stade Jacques-Couvret, Chartres | Stade Jacques-Couvret, Chartres |

- Groupe I

| 13 novembre 2021 | Dinan Léhon FC (N3) | 1 - 1 4 - 1 t. a. b. | SM Caen (L2) |                               |                               |
| 18 h 0 CET       | 4e Coiffic          | (1 - 0)              | 87e Da Costa | Stade de Marville, Saint-Malo | Stade de Marville, Saint-Malo |
| 18 h 0 CET       | Tirs au but 4 - 1   |                      |              | Stade de Marville, Saint-Malo | Stade de Marville, Saint-Malo |

| 13 novembre 2021 | Stade plabennécois (N2) | 0 - 0 2 - 3 t. a. b. | US Saint-Malo (N2) |                               |                               |
| 18 h 0 CET       |                         | (0 - 0)              |                    | Stade de Kervéguen, Plabennec | Stade de Kervéguen, Plabennec |
| 18 h 0 CET       | Tirs au but 2 - 3       |                      |                    | Stade de Kervéguen, Plabennec | Stade de Kervéguen, Plabennec |

| 14 novembre 2021 | US Perros-Louannec (R2) | 1 - 1 3 - 2 t. a. b. | Lannion FC (N3) |                                     |                                     |
| 14 h 0 CET       | 64e Le Bivic            | (0 - 0)              | 56e Devaux      | Stade Yves Le Jannou, Perros-Guirec | Stade Yves Le Jannou, Perros-Guirec |
| 14 h 0 CET       | Tirs au but 3 - 2       |                      |                 | Stade Yves Le Jannou, Perros-Guirec | Stade Yves Le Jannou, Perros-Guirec |

| 13 novembre 2021 | AG Caen (N3)                  | 2 - 3   | AS Vitré (N2)                          |                                        |                                        |
| 18 h 0 CET       | 25e Hamel · 73e Dias Ferraira | (1 - 0) | 55e Delande · 75e Jourdan · 79e Gagnon | Stade de Venoix - Claude-Mercier, Caen | Stade de Venoix - Claude-Mercier, Caen |

| 13 novembre 2021 | US Liffré (R1) | 0 - 8   | EA Guingamp (L2)                                                                                                  |                              |                              |
| 15 h 0 CET       |                | (0 - 3) | 23e Sampaio · 27e Gomis · 37e (csc) L'Helgoualc'h · 47e Phaëton · 52e Phaëton · 57e Barthelmé · 63e Abi · 72e Abi | Stade Nelson Paillou, Liffré | Stade Nelson Paillou, Liffré |

| 13 novembre 2021 | FC Saint-Lô Manche (N3) | 1 - 2   | Stade briochin (N1)             |                                |                                |
| 18 h 0 CET       | 90e Bresteau            | (0 - 0) | 53e (csc) Saunié · 58e Benchaim | Stade Louis-Villemer, Saint-Lô | Stade Louis-Villemer, Saint-Lô |

| 13 novembre 2021          | CS Plédran (R3) | 1 - 5   | AS Jumeaux M'Zoisia (R1 Mayotte)                                 |                                                                 |                                                                 |
| 14 h 30 CET 16 h 30 UTC+3 | 86e Pasco       | (0 - 2) | 26e Abdou · 42e Noussoura · 53e Kamal · 62e Kamal · 90+3e Bamdou | Stade Fred-Aubert, Saint-Brieuc Diffuseur : Mayotte La Première | Stade Fred-Aubert, Saint-Brieuc Diffuseur : Mayotte La Première |

| 14 novembre 2021 | AS Trouville-Deauville (R1) | 1 - 1 4 - 5 t. a. b. | Plancoët Arguenon FC (R2) |                                       |                                       |
| 14 h 0 CET       | 77e                         | (0 - 1)              | 28e De Maxime             | Stade du Commandant Hébert, Deauville | Stade du Commandant Hébert, Deauville |
| 14 h 0 CET       | Tirs au but 4 - 5           |                      |                           | Stade du Commandant Hébert, Deauville | Stade du Commandant Hébert, Deauville |

- Groupe J*

| 13 novembre 2021 | AGLD Fougères (N3) | 0 - 2   | SC Bastia (L2)                 |                               |                               |
| 19 h 0 CET       |                    | (0 - 0) | 69e Robic · 85e Salles-Lamonge | Stade Jean Manfredi, Fougères | Stade Jean Manfredi, Fougères |

| 13 novembre 2021 | Les Herbiers VF (N2) | 1 - 1 9 - 8 t. a. b. | Olympique de Saumur (N3) |                                           |                                           |
| 18 h 0 CET       | 64e Bouhoutt         | (0 - 0)              | 86e Brelivet             | Parc des Sports Massabielle, Les Herbiers | Parc des Sports Massabielle, Les Herbiers |
| 18 h 0 CET       | Tirs au but 9 - 8    |                      |                          | Parc des Sports Massabielle, Les Herbiers | Parc des Sports Massabielle, Les Herbiers |

| 13 novembre 2021 | US Saint-Philbert-de-Grand-Lieu (N3) | 0 - 2   | Vannes OC (N2)                    |                                                             |                                                             |
| 15 h 0 CET       |                                      | (0 - 1) | 13e (pen.) N'Sonde · 13e Duclovel | Complexe sportif des Chevrets, Saint-Philbert-de-Grand-Lieu | Complexe sportif des Chevrets, Saint-Philbert-de-Grand-Lieu |

| 13 novembre 2021 | Luçon FC (R2) | 0 - 2   | Stade Lavallois (N1)       |                             |                             |
| 19 h 0 CET       |               | (0 - 1) | 34e N'chobi · 82e Da Silva | Stade Jean-de-Mouzon, Luçon | Stade Jean-de-Mouzon, Luçon |

| 13 novembre 2021 | ESO La Roche-sur-Yon (R1) | 1 - 4   | Le Mans FC (N1)                                         |                                                |                                                |
| 17 h 0 CET       | 88e Nsingi                | (0 - 2) | 30e Macalou · 45+1e Macalou · 52e Macalou · 63e Macalou | Stade de Saint André d'Ornay, La Roche-sur-Yon | Stade de Saint André d'Ornay, La Roche-sur-Yon |

| 13 novembre 2021 | USJA Carquefou (R2) | 0 - 0 2 - 4 t. a. b. | US Trégunc (N3) |                                     |                                     |
| 18 h 0 CET       |                     | (0 - 0)              |                 | Stade du Moulin Boisseau, Carquefou | Stade du Moulin Boisseau, Carquefou |
| 18 h 0 CET       | Tirs au but 2 - 4   |                      |                 | Stade du Moulin Boisseau, Carquefou | Stade du Moulin Boisseau, Carquefou |

| 13 novembre 2021 | Voltigeurs de Châteaubriant (N2) | 0 - 2   | La Roche VF (N3)        |                                          |                                          |
| 18 h 0 CET       |                                  | (0 - 1) | 12e Berjon · 78e Bonnet | Stade de la Ville en Bois, Châteaubriant | Stade de la Ville en Bois, Châteaubriant |

* Présent également dans le groupe J, le club de PD Ergué-Gabéric (R1) est tiré comme "exempt" et directement qualifié pour le 8e tour.

### Huitième tour
Le tirage au sort a lieu le 3 novembre en même temps que celui du 7e à cause du temps réduit entre les deux tours avec le principe Vainqueur Match 1 - Vainqueur Match 2, etc,. Le 2 novembre, un premier tirage au sort permet de déterminer un ordre de priorité pour les clubs (de National, National 2 et National 3) métropolitains candidats aux rencontres organisées en Outre-Mer lors du 8e tour (en cas de qualification lors du 7e tour et pour se rendre en Guadeloupe, Martinique et éventuellement en Polynésie).
L'équipe la plus prioritaire qui se qualifie pour le 8e tour se rend en Guadeloupe, la deuxième se rend en Martinique et la troisième se rend en Polynésie seulement si l'AS Vénus se qualifie pour le 8e (finalement ce dernier est éliminé) :

#### Clubs participants
À ce stade de la compétition, le petit poucet est le RC Salouël-Saleux, évoluant en Départemental 2 (niveau 10). Il s'agit du dernier représentant évoluant en district.

#### Rencontres des clubs ultramarins
Pour les deux rencontres ci-dessous, la désignation des affiches est faite avec la méthode du tirage au sort des équipes souhaitant se déplacer tel qu'expliqué ci-dessus.
- Représentant de Guadeloupe

| 5 décembre 2021*        | Solidarité scolaire (R1 Guadeloupe) | 0 - 2   | US Sarre-Union (N3) |                                                                                               |                                                                                               |
| 10 h 0 UTC-4 15 h 0 CET |                                     | (0 - 0) |                     | Stade Robert-Bobin, Bondoufle Diffuseur : Guadeloupe La Première Arbitrage : Steven Llewellyn | Stade Robert-Bobin, Bondoufle Diffuseur : Guadeloupe La Première Arbitrage : Steven Llewellyn |
| 10 h 0 UTC-4 15 h 0 CET | Rapport                             |         |                     | Stade Robert-Bobin, Bondoufle Diffuseur : Guadeloupe La Première Arbitrage : Steven Llewellyn | Stade Robert-Bobin, Bondoufle Diffuseur : Guadeloupe La Première Arbitrage : Steven Llewellyn |

* Initialement, le match était prévu le samedi 27 au Stade René-Serge-Nabajoth aux Abymes mais à la suite du couvre-feu mis en place le 19 novembre en Guadeloupe et aux émeutes qui ont suivi, il est déplacé en métropole et repoussé d'une semaine.
- Représentant de Martinique

| 11 décembre 2021* | Club franciscain (R1 Martinique) | 1 - 2   | SO Cholet (N1) |                                                                                             |                                                                                             |
|                   |                                  | (1 - 1) |                | Stade Robert-Bobin, Bondoufle Diffuseur : Martinique La Première Arbitrage : Damien Rossini | Stade Robert-Bobin, Bondoufle Diffuseur : Martinique La Première Arbitrage : Damien Rossini |
|                   | Rapport                          |         |                | Stade Robert-Bobin, Bondoufle Diffuseur : Martinique La Première Arbitrage : Damien Rossini | Stade Robert-Bobin, Bondoufle Diffuseur : Martinique La Première Arbitrage : Damien Rossini |

* Initialement, le match était prévu le samedi 27 au stade Pierre-Aliker de Fort-de-France mais à la suite du couvre-feu mis en place le 25 novembre en Martinique et du climat social, il est reporté et déplacé en métropole.

Pour les deux rencontres ci-dessous, la désignation des affiches est faite de la méthode suivante : les clubs ultramarins sont opposés aux clubs métropolitains qui devaient affronter les clubs qui se déplacent en outre-mer, lors du tirage du 7e (exemple : le Paris FC qui affronte le club de Guyane était censé affronter l'US Sarre-Union qui se déplace en Guadeloupe; idem pour le club de Canet avec le SO Cholet.).
- Représentant de Guyane

| 27 novembre 2021        | Paris FC (L2)                                                                                                   | 14 - 0  | CSC Cayenne (R1 Guyane) |                                                                                     |                                                                                     |
| 18 h 0 CET 14 h 0 UTC-3 | Name 29e 45e 53e · Diakite 56e · Fadiga 65e 70e 78e · Alfarela 71e 77e · Guilavogui 75e 84e 87e · Laura 81e 89e | (2 - 0) |                         | Stade Charléty, Paris Diffuseur : Guyane La Première Arbitrage : Jérôme Miguelgorry | Stade Charléty, Paris Diffuseur : Guyane La Première Arbitrage : Jérôme Miguelgorry |
| 18 h 0 CET 14 h 0 UTC-3 | Rapport |         |                         | Stade Charléty, Paris Diffuseur : Guyane La Première Arbitrage : Jérôme Miguelgorry | Stade Charléty, Paris Diffuseur : Guyane La Première Arbitrage : Jérôme Miguelgorry |

- Représentant de La Réunion

| 27 novembre 2021        | Canet Roussillon FC (N2) | 1 - 1 6 - 7 t. a. b. | Saint-Denis FC (R1 Réunion) |                                                                                                 |                                                                                                 |
| 14 h 0 CET 17 h 0 UTC+4 | 53e (pen.) Ouadoudi      | (0 - 1)              | 43e                         | Stade Saint-Michel, Canet-en-Roussillon Diffuseur : Réunion La Première Arbitrage : Eddy Rosier | Stade Saint-Michel, Canet-en-Roussillon Diffuseur : Réunion La Première Arbitrage : Eddy Rosier |
| 14 h 0 CET 17 h 0 UTC+4 | Rapport                  |                      |                             | Stade Saint-Michel, Canet-en-Roussillon Diffuseur : Réunion La Première Arbitrage : Eddy Rosier | Stade Saint-Michel, Canet-en-Roussillon Diffuseur : Réunion La Première Arbitrage : Eddy Rosier |
| 14 h 0 CET 17 h 0 UTC+4 | Tirs au but 6 - 7        |                      |                             | Stade Saint-Michel, Canet-en-Roussillon Diffuseur : Réunion La Première Arbitrage : Eddy Rosier | Stade Saint-Michel, Canet-en-Roussillon Diffuseur : Réunion La Première Arbitrage : Eddy Rosier |

Pour cette dernière rencontre, c'est la méthode du tirage principal qui est mise en place (le vainqueur de CS Plédran/Jumeaux M'Zoisia reçoit AS Trouville-Deauville/Plancoët FC).
- Représentant de Mayotte

| 20 novembre 2021        | Plancoët Arguenon FC (R2) | 1 - 3   | AS Jumeaux M'Zoisia (R1 Mayotte) |                                                                                      |                                                                                      |
| 15 h 0 CET 17 h 0 UTC+3 |                           | (0 - 2) |                                  | Stade de Roudourou, Guingamp* Diffuseur : Mayotte La Première Arbitrage : Léo Beulet | Stade de Roudourou, Guingamp* Diffuseur : Mayotte La Première Arbitrage : Léo Beulet |
| 15 h 0 CET 17 h 0 UTC+3 | Rapport                   |         |                                  | Stade de Roudourou, Guingamp* Diffuseur : Mayotte La Première Arbitrage : Léo Beulet | Stade de Roudourou, Guingamp* Diffuseur : Mayotte La Première Arbitrage : Léo Beulet |

La rencontre est inversée (pas de stade homologué en Mayotte) et avancée pour raccourcir le voyage pour le club de Mayotte, qui reste en métropole entre les deux tours.

#### Rencontres des clubs métropolitains
- Groupe A

| 27 novembre 2021 | ASC Biesheim (N3) | 0 - 1   | ES Thaonnaise (N3) |                                                   |                                                   |
| 17 h 0 CET       |                   | (0 - 1) | 35e (pen.) Comara  | Stade municipal, Biesheim Arbitrage : Loïc Mouton | Stade municipal, Biesheim Arbitrage : Loïc Mouton |
| 17 h 0 CET       | Rapport           |         |                    | Stade municipal, Biesheim Arbitrage : Loïc Mouton | Stade municipal, Biesheim Arbitrage : Loïc Mouton |

| 27 novembre 2021 | FC Soleil Bischheim (R1) | 0 - 1   | AS Nancy-Lorraine (L2) |                                                        |                                                        |
| 14 h 30 CET      |                          | (0 - 0) | 65e Simoes             | Parc des Sports, Bischheim Arbitrage : Marc Bollengier | Parc des Sports, Bischheim Arbitrage : Marc Bollengier |
| 14 h 30 CET      | Rapport                  |         |                        | Parc des Sports, Bischheim Arbitrage : Marc Bollengier | Parc des Sports, Bischheim Arbitrage : Marc Bollengier |

| 28 novembre 2021 | Reims Sainte-Anne (R1)                   | 3 - 0   | RS Magny (R2) |                                                            |                                                            |
| 13 h 30 CET      | Mansouri 16e · Gourch 76e · Mansouri 90e | (1 - 0) |               | Stade Robert Pirès, Cormontreuil Arbitrage : Yann Gazagnes | Stade Robert Pirès, Cormontreuil Arbitrage : Yann Gazagnes |
| 13 h 30 CET      | Rapport                                  |         |               | Stade Robert Pirès, Cormontreuil Arbitrage : Yann Gazagnes | Stade Robert Pirès, Cormontreuil Arbitrage : Yann Gazagnes |

| 27 novembre 2021 | FC Sarrebourg (R1) | 1 - 3   | US Créteil-Lusitanos (N1)             |                                                                |                                                                |
| 18 h 0 CET       | 50e Ouled          | (0 - 0) | 72e Araujo · 76e Belkouche · 90e Urie | Stade Jean-Jacques Morin, Sarrebourg Arbitrage : Renaud Potier | Stade Jean-Jacques Morin, Sarrebourg Arbitrage : Renaud Potier |
| 18 h 0 CET       | Rapport            |         |                                       | Stade Jean-Jacques Morin, Sarrebourg Arbitrage : Renaud Potier | Stade Jean-Jacques Morin, Sarrebourg Arbitrage : Renaud Potier |

- Groupe B

| 27 novembre 2021 | AS Montchat (R2) | 0 - 3   | FC Sochaux-Montbéliard (L2)      |                                                     |                                                     |
| 16 h 0 CET       |                  | (0 - 3) | 7e Niane · 9e Niane · 28e Kitala | Stade Vuillermet, Lyon Arbitrage : Julien Rouquette | Stade Vuillermet, Lyon Arbitrage : Julien Rouquette |
| 16 h 0 CET       | Rapport          |         |                                  | Stade Vuillermet, Lyon Arbitrage : Julien Rouquette | Stade Vuillermet, Lyon Arbitrage : Julien Rouquette |

| 26 novembre 2021 | Bourg-en-Bresse 01 (N1)    | 2 - 3   | Jura Sud Foot (N2)                 |                                                                  |                                                                  |
| 20 h 0 CET       | 45e Montiel · 63e Fleurier | (1 - 1) | 4e M'Buyi · 70e Khaled · 90e Moura | Stade Marcel-Verchère, Bourg-en-Bresse Arbitrage : Louis Lungeri | Stade Marcel-Verchère, Bourg-en-Bresse Arbitrage : Louis Lungeri |
| 20 h 0 CET       | Rapport                    |         |                                    | Stade Marcel-Verchère, Bourg-en-Bresse Arbitrage : Louis Lungeri | Stade Marcel-Verchère, Bourg-en-Bresse Arbitrage : Louis Lungeri |

| 27 novembre 2021 | FC Morteau-Montlebon (N3) | 0 - 2   | Dijon FCO (L2)                |                                                        |                                                        |
| 14 h 30 CET      |                           | (0 - 0) | 76e Ecuele Manga · 90+3e Arli | Stade Henri Schaller, Montlebon Arbitrage : Ali Djedid | Stade Henri Schaller, Montlebon Arbitrage : Ali Djedid |
| 14 h 30 CET      | Rapport                   |         |                               | Stade Henri Schaller, Montlebon Arbitrage : Ali Djedid | Stade Henri Schaller, Montlebon Arbitrage : Ali Djedid |

| 27 novembre 2021 | FC Mulhouse (N3) | 1 - 3   | Lyon-La Duchère (N2)                        |                                                     |                                                     |
| 17 h 0 CET       | Delbos 79e       | (0 - 0) | 58e Ndedi · 83e Belarbi · 90+7e (pen.) Fuss | Stade de l'Ill, Mulhouse Arbitrage : Philippe Lucas | Stade de l'Ill, Mulhouse Arbitrage : Philippe Lucas |
| 17 h 0 CET       | Rapport          |         |                                             | Stade de l'Ill, Mulhouse Arbitrage : Philippe Lucas | Stade de l'Ill, Mulhouse Arbitrage : Philippe Lucas |

- Groupe C

| 5 décembre 2021* | Hauts Lyonnais (N3) | 3 - 3 3 - 2 t. a. b. | FC Bourgoin-Jallieu (N3) |                                                          |                                                          |
| 13 h 30 CET      |                     | (1 - 2)              |                          | Stade de la Neylière, Pomeys Arbitrage : Guillaume Janin | Stade de la Neylière, Pomeys Arbitrage : Guillaume Janin |
| 13 h 30 CET      | Rapport             |                      |                          | Stade de la Neylière, Pomeys Arbitrage : Guillaume Janin | Stade de la Neylière, Pomeys Arbitrage : Guillaume Janin |
| 13 h 30 CET      | Tirs au but 3 - 2   |                      |                          | Stade de la Neylière, Pomeys Arbitrage : Guillaume Janin | Stade de la Neylière, Pomeys Arbitrage : Guillaume Janin |

* Initialement, le match était prévu le dimanche 28 mais a été reporté à une date ultérieure en raison de chutes de neige.
| 27 novembre 2021 | Andrézieux-Bouthéon FC (N2)             | 3 - 0   | Grenoble Foot 38 (L2) |                                                                  |                                                                  |
| 17 h 0 CET       | Cabaton 23e · Mathieu 30e · Mathieu 86e | (2 - 0) |                       | Envol Stadium, Andrézieux-Bouthéon Arbitrage : Nicolas Rainville | Envol Stadium, Andrézieux-Bouthéon Arbitrage : Nicolas Rainville |
| 17 h 0 CET       | Rapport                                 |         |                       | Envol Stadium, Andrézieux-Bouthéon Arbitrage : Nicolas Rainville | Envol Stadium, Andrézieux-Bouthéon Arbitrage : Nicolas Rainville |

| 27 novembre 2021 | Chambéry Savoie (N3)                                     | 4 - 6   | AJ Auxerre (L2)                                                                       |                                                   |                                                   |
| 15 h 0 CET       | Fortier 15e · Bennour 57e · Fortier 62e · Scarantino 88e | (1 - 4) | 9e Ben Fredj · 31e Ben Fredj · 33e Dugimont · 40e Trouillet · 51e Sinayoko · 81e Hein | Stade Mager, Chambéry Arbitrage : Mathieu Vernice | Stade Mager, Chambéry Arbitrage : Mathieu Vernice |
| 15 h 0 CET       | Rapport                                                  |         |                                                                                       | Stade Mager, Chambéry Arbitrage : Mathieu Vernice | Stade Mager, Chambéry Arbitrage : Mathieu Vernice |

| 27 novembre 2021 | Vénissieux FC (R1) | 1 - 1 4 - 3 t. a. b. | Moulins-Yzeure Foot (N2) |                                                            |                                                            |
| 18 h 0 CET       | 75e Guechi         | (0 - 1)              | 3e Pelican               | Stade Laurent Gerin, Vénissieux Arbitrage : Edgar Barenton | Stade Laurent Gerin, Vénissieux Arbitrage : Edgar Barenton |
| 18 h 0 CET       | Rapport            |                      |                          | Stade Laurent Gerin, Vénissieux Arbitrage : Edgar Barenton | Stade Laurent Gerin, Vénissieux Arbitrage : Edgar Barenton |
| 18 h 0 CET       | Tirs au but 4 - 3  |                      |                          | Stade Laurent Gerin, Vénissieux Arbitrage : Edgar Barenton | Stade Laurent Gerin, Vénissieux Arbitrage : Edgar Barenton |

- Groupe D

| 28 novembre 2021 | JSCBA Nîmes (R2)  | 1 - 0   | RCO Agde (N3) |                                                      |                                                      |
| 13 h 30 CET      | Vincent 83e (csc) | (0 - 0) |               | Stade Jean-Bouin, Nîmes Arbitrage : Maxime Apruzzese | Stade Jean-Bouin, Nîmes Arbitrage : Maxime Apruzzese |
| 13 h 30 CET      | Rapport           |         |               | Stade Jean-Bouin, Nîmes Arbitrage : Maxime Apruzzese | Stade Jean-Bouin, Nîmes Arbitrage : Maxime Apruzzese |

| 27 novembre 2021 | AS Cannes (N3)    | 1 - 1 3 - 2 t. a. b. | Rodez AF (L2) |                                                            |                                                            |
| 17 h 0 CET       | Desmartin 32e     | (1 - 1)              | 21e David     | Stade Pierre-de-Coubertin, Cannes Arbitrage : Gaël Angoula | Stade Pierre-de-Coubertin, Cannes Arbitrage : Gaël Angoula |
| 17 h 0 CET       | Rapport           |                      |               | Stade Pierre-de-Coubertin, Cannes Arbitrage : Gaël Angoula | Stade Pierre-de-Coubertin, Cannes Arbitrage : Gaël Angoula |
| 17 h 0 CET       | Tirs au but 3 - 2 |                      |               | Stade Pierre-de-Coubertin, Cannes Arbitrage : Gaël Angoula | Stade Pierre-de-Coubertin, Cannes Arbitrage : Gaël Angoula |

| 27 novembre 2021 | ES Cannet-Rocheville (N3) | 1 - 1 4 - 1 t. a. b. | FC Bastia-Borgo (N1) |                                                    |                                                    |
| 13 h 0 CET       | 29e                       | (1 - 1)              | 32e                  | Stade Maillan, Le Cannet Arbitrage : Gaëtan Martin | Stade Maillan, Le Cannet Arbitrage : Gaëtan Martin |
| 13 h 0 CET       | Rapport                   |                      |                      | Stade Maillan, Le Cannet Arbitrage : Gaëtan Martin | Stade Maillan, Le Cannet Arbitrage : Gaëtan Martin |
| 13 h 0 CET       | Tirs au but 4 - 1         |                      |                      | Stade Maillan, Le Cannet Arbitrage : Gaëtan Martin | Stade Maillan, Le Cannet Arbitrage : Gaëtan Martin |

| 27 novembre 2021 | Aubagne FC (N2)          | 2 - 2 3 - 4 t. a. b. | Nîmes Olympique (L2)      |                                                                 |                                                                 |
| 16 h 0 CET       | Benarbia 14e · Mendy 17e | (2 - 2)              | 3e Ponceau · 39e Benrahou | Stade de Lattre-de-Tassigny, Aubagne Arbitrage : Aurélien Petit | Stade de Lattre-de-Tassigny, Aubagne Arbitrage : Aurélien Petit |
| 16 h 0 CET       | Rapport                  |                      |                           | Stade de Lattre-de-Tassigny, Aubagne Arbitrage : Aurélien Petit | Stade de Lattre-de-Tassigny, Aubagne Arbitrage : Aurélien Petit |
| 16 h 0 CET       | Tirs au but 3 - 4        |                      |                           | Stade de Lattre-de-Tassigny, Aubagne Arbitrage : Aurélien Petit | Stade de Lattre-de-Tassigny, Aubagne Arbitrage : Aurélien Petit |

- Groupe E

| 27 novembre 2021 | Bergerac Périgord FC (N2)                           | 4 - 0   | Stade bordelais (N3) |                                                         |                                                         |
| 18 h 0 CET       | Fachan 6e · M'laab 28e · Beltran 82e · Escarpit 87e | (2 - 0) |                      | Stade de Campréal, Bergerac Arbitrage : Cédric Mouysset | Stade de Campréal, Bergerac Arbitrage : Cédric Mouysset |
| 18 h 0 CET       | Rapport                                             |         |                      | Stade de Campréal, Bergerac Arbitrage : Cédric Mouysset | Stade de Campréal, Bergerac Arbitrage : Cédric Mouysset |

| 27 novembre 2021 | Toulouse Métropole FC (R1) | 0 - 0 3 - 4 t. a. b. | Montauban FCTG (R2) |                                                           |                                                           |
| 18 h 0 CET       |                            | (0 - 0)              |                     | Stade Pierre Cahuzac, Toulouse Arbitrage : Julien Schmitt | Stade Pierre Cahuzac, Toulouse Arbitrage : Julien Schmitt |
| 18 h 0 CET       | Rapport                    |                      |                     | Stade Pierre Cahuzac, Toulouse Arbitrage : Julien Schmitt | Stade Pierre Cahuzac, Toulouse Arbitrage : Julien Schmitt |
| 18 h 0 CET       | Tirs au but 3 - 4          |                      |                     | Stade Pierre Cahuzac, Toulouse Arbitrage : Julien Schmitt | Stade Pierre Cahuzac, Toulouse Arbitrage : Julien Schmitt |

| 28 novembre 2021 | Trélissac FC (N2)  | 1 - 3   | Toulouse FC (L2)                     |                                                                                 |                                                                                 |
| 13 h 45 CET      | Ribeiro 69e (pen.) | (0 - 0) | 75e Costa · 90e Ratão · 90+3e Healey | Stade Firmin-Daudou, Trélissac Diffuseur : Eurosport 2 Arbitrage : Arnaud Baert | Stade Firmin-Daudou, Trélissac Diffuseur : Eurosport 2 Arbitrage : Arnaud Baert |
| 13 h 45 CET      | Rapport            |         |                                      | Stade Firmin-Daudou, Trélissac Diffuseur : Eurosport 2 Arbitrage : Arnaud Baert | Stade Firmin-Daudou, Trélissac Diffuseur : Eurosport 2 Arbitrage : Arnaud Baert |

- Groupe F

| 27 novembre 2021 | AC Cambrai (R1) | 1 - 4   | Amiens SC (L2)                                  |                                                            |                                                            |
| 18 h 0 CET       | Martin 2e       | (1 - 3) | 6e Benet · 27e Arokodare · 44e Gene · 90e Badji | Stade de la Liberté, Cambrai Arbitrage : Cédric Dos Santos | Stade de la Liberté, Cambrai Arbitrage : Cédric Dos Santos |
| 18 h 0 CET       | Rapport         |         |                                                 | Stade de la Liberté, Cambrai Arbitrage : Cédric Dos Santos | Stade de la Liberté, Cambrai Arbitrage : Cédric Dos Santos |

| 27 novembre 2021 | AC Amiens (N3)    | 1 - 1 1 - 3 t. a. b. | Entente Feignies Aulnoye FC (N3) |                                                         |                                                         |
| 16 h 0 CET       | Seck 35e          | (1 - 0)              | 90+5e Sambou                     | Stade Moulonguet, Amiens Arbitrage : Valentin Giorgetti | Stade Moulonguet, Amiens Arbitrage : Valentin Giorgetti |
| 16 h 0 CET       | Rapport           |                      |                                  | Stade Moulonguet, Amiens Arbitrage : Valentin Giorgetti | Stade Moulonguet, Amiens Arbitrage : Valentin Giorgetti |
| 16 h 0 CET       | Tirs au but 1 - 3 |                      |                                  | Stade Moulonguet, Amiens Arbitrage : Valentin Giorgetti | Stade Moulonguet, Amiens Arbitrage : Valentin Giorgetti |

| 27 novembre 2021 | Calonne-Ricouart FC6 (R3) | 1 - 4   | Valenciennes FC (L2)                                             |                                                       |                                                       |
| 16 h 0 CET       | 27e                       | (1 - 1) | 3e (pen.) Doukouré · 57e Picouleau · 74e Guillaume · 89e Hamache | Stade Francois Blin, Avion Arbitrage : Mehdi Mokhtari | Stade Francois Blin, Avion Arbitrage : Mehdi Mokhtari |
| 16 h 0 CET       | Rapport                   |         |                                                                  | Stade Francois Blin, Avion Arbitrage : Mehdi Mokhtari | Stade Francois Blin, Avion Arbitrage : Mehdi Mokhtari |

| 27 novembre 2021 | FC Chambly Oise (N1) | 0 - 0 4 - 5 t. a. b. | AS Beauvais Oise (N2) |                                                    |                                                    |
| 18 h 0 CET       |                      |                      |                       | Stade des Marais, Chambly Arbitrage : Marc Michout | Stade des Marais, Chambly Arbitrage : Marc Michout |
| 18 h 0 CET       | Rapport              |                      |                       | Stade des Marais, Chambly Arbitrage : Marc Michout | Stade des Marais, Chambly Arbitrage : Marc Michout |
| 18 h 0 CET       | Tirs au but 4 - 5    |                      |                       | Stade des Marais, Chambly Arbitrage : Marc Michout | Stade des Marais, Chambly Arbitrage : Marc Michout |

| 28 novembre 2021 | RC Salouël-Saleux (D2) | 0 - 3   | Wasquehal Football (N3)                 |                                                         |                                                         |
| 14 h 0 CET       |                        | (0 - 2) | 43e Goret · 45+2e Halucha · 60e Hamache | Stade de la Licorne, Amiens Arbitrage : Geoffrey Kubler | Stade de la Licorne, Amiens Arbitrage : Geoffrey Kubler |
| 14 h 0 CET       | Rapport                |         |                                         | Stade de la Licorne, Amiens Arbitrage : Geoffrey Kubler | Stade de la Licorne, Amiens Arbitrage : Geoffrey Kubler |

- Groupe G

| 27 novembre 2021 | J3S Amilly (N3) | 0 - 5   | US Quevilly-Rouen (L2)                                        |                                                             |                                                             |
| 14 h 0 CET       |                 | (0 - 3) | 19e Padovani · 21e Nazon · 25e Nazon · 61e Sidibé · 82e Nazon | Stade Georges Clériceau, Amilly Arbitrage : Azzedine Souifi | Stade Georges Clériceau, Amilly Arbitrage : Azzedine Souifi |
| 14 h 0 CET       | Rapport         |         |                                                               | Stade Georges Clériceau, Amilly Arbitrage : Azzedine Souifi | Stade Georges Clériceau, Amilly Arbitrage : Azzedine Souifi |

| 27 novembre 2021 | GFC Ajaccio (N3) | 1 - 2   | Red Star FC (N1)        |                                                          |                                                          |
| 18 h 0 CET       | Khatiri 60e      | (0 - 0) | 65e Durand · 74e Durand | Stade Ange-Casanova, Ajaccio Arbitrage : Frank Schneider | Stade Ange-Casanova, Ajaccio Arbitrage : Frank Schneider |
| 18 h 0 CET       | Rapport          |         |                         | Stade Ange-Casanova, Ajaccio Arbitrage : Frank Schneider | Stade Ange-Casanova, Ajaccio Arbitrage : Frank Schneider |

| 27 novembre 2021 | ESA Linas-Montlhéry (N3) | 1 - 1 5 - 4 t. a. b. | Évreux FC (N3) |                                                               |                                                               |
| 18 h 0 CET       | 78e Bouvil               |                      | 24e Marvin     | Stade Paul Desgouillons, Montlhéry Arbitrage : Victor Petigny | Stade Paul Desgouillons, Montlhéry Arbitrage : Victor Petigny |
| 18 h 0 CET       | Rapport                  |                      |                | Stade Paul Desgouillons, Montlhéry Arbitrage : Victor Petigny | Stade Paul Desgouillons, Montlhéry Arbitrage : Victor Petigny |
| 18 h 0 CET       | Tirs au but 5 - 4        |                      |                | Stade Paul Desgouillons, Montlhéry Arbitrage : Victor Petigny | Stade Paul Desgouillons, Montlhéry Arbitrage : Victor Petigny |

| 28 novembre 2021 | FC Versailles 78 (N2) | 1 - 0   | AS Poissy (N2) |                                                             |                                                             |
| 13 h 30 CET      | Ibayi 77e             | (0 - 0) |                | Stade Montbauron, Versailles Arbitrage : Guy Grégory Prevot | Stade Montbauron, Versailles Arbitrage : Guy Grégory Prevot |
| 13 h 30 CET      | Rapport               |         |                | Stade Montbauron, Versailles Arbitrage : Guy Grégory Prevot | Stade Montbauron, Versailles Arbitrage : Guy Grégory Prevot |

- Groupe H

| 28 novembre 2021 | US Chauvigny (N3) | 0 - 0 4 - 3 t. a. b. | Le Havre AC (L2) |                                                                 |                                                                 |
| 15 h 0 CET       |                   |                      |                  | Stade de la Montée-Rouge, Châtellerault Arbitrage : Ahmed Taleb | Stade de la Montée-Rouge, Châtellerault Arbitrage : Ahmed Taleb |
| 15 h 0 CET       | Rapport           |                      |                  | Stade de la Montée-Rouge, Châtellerault Arbitrage : Ahmed Taleb | Stade de la Montée-Rouge, Châtellerault Arbitrage : Ahmed Taleb |
| 15 h 0 CET       | Tirs au but 4 - 3 |                      |                  | Stade de la Montée-Rouge, Châtellerault Arbitrage : Ahmed Taleb | Stade de la Montée-Rouge, Châtellerault Arbitrage : Ahmed Taleb |

| 28 novembre 2021 | AS Chatou (R1)                                     | 4 - 5   | C' Chartres Football (N2)                                                         |                                                                 |                                                                 |
| 13 h 30 CET      | Sylla 1re · Sylla 41e · Louaisil 50e · Sylla 90+5e | (2 - 1) | 9e (csc) Daniokho · 62e Hemia · 73e Louzif · 86e Louzif · 90+2e (pen.) Archimbaud | Parc omnisports, Croissy-sur-Seine Arbitrage : Aurélien Saunier | Parc omnisports, Croissy-sur-Seine Arbitrage : Aurélien Saunier |
| 13 h 30 CET      | Rapport                                            |         |                                                                                   | Parc omnisports, Croissy-sur-Seine Arbitrage : Aurélien Saunier | Parc omnisports, Croissy-sur-Seine Arbitrage : Aurélien Saunier |

| 27 novembre 2021 | Stade Poitevin FC (N3) | 1 - 1 4 - 3 t. a. b. | US Orléans (N1) |                                                          |                                                          |
| 19 h 0 CET       | 76e Saholona           | (0 - 0)              | 77e Diallo      | Stade Michel-Amand, Buxerolles Arbitrage : Pierre Retail | Stade Michel-Amand, Buxerolles Arbitrage : Pierre Retail |
| 19 h 0 CET       | Rapport                |                      |                 | Stade Michel-Amand, Buxerolles Arbitrage : Pierre Retail | Stade Michel-Amand, Buxerolles Arbitrage : Pierre Retail |
| 19 h 0 CET       | Tirs au but 4 - 3      |                      |                 | Stade Michel-Amand, Buxerolles Arbitrage : Pierre Retail | Stade Michel-Amand, Buxerolles Arbitrage : Pierre Retail |

| 28 novembre 2021 | AS Panazol (R2)   | 1 - 1 4 - 3 t. a. b. | Angoulême CFC (N2) |                                                           |                                                           |
| 14 h 0 CET       | Ouanjine 14e      | (0 - 0)              |                    | Stade de Morpiénas, Panazol Arbitrage : Alexandre Mercier | Stade de Morpiénas, Panazol Arbitrage : Alexandre Mercier |
| 14 h 0 CET       | Rapport           |                      |                    | Stade de Morpiénas, Panazol Arbitrage : Alexandre Mercier | Stade de Morpiénas, Panazol Arbitrage : Alexandre Mercier |
| 14 h 0 CET       | Tirs au but 4 - 3 |                      |                    | Stade de Morpiénas, Panazol Arbitrage : Alexandre Mercier | Stade de Morpiénas, Panazol Arbitrage : Alexandre Mercier |

- Groupe I

| 27 novembre 2021 | Dinan Léhon FC (N3)     | 2 - 2 5 - 4 t. a. b. | US Saint-Malo (N2)      |                                                                  |                                                                  |
| 18 h 0 CET       | Herve 20e · Coiffic 89e | (1 - 1)              | 42e Iva · 73e Inzoudine | Complexe sportif du Penthièvre, Lamballe Arbitrage : Romain Zamo | Complexe sportif du Penthièvre, Lamballe Arbitrage : Romain Zamo |
| 18 h 0 CET       | Rapport                 |                      |                         | Complexe sportif du Penthièvre, Lamballe Arbitrage : Romain Zamo | Complexe sportif du Penthièvre, Lamballe Arbitrage : Romain Zamo |
| 18 h 0 CET       | Tirs au but 5 - 4       |                      |                         | Complexe sportif du Penthièvre, Lamballe Arbitrage : Romain Zamo | Complexe sportif du Penthièvre, Lamballe Arbitrage : Romain Zamo |

| 28 novembre 2021 | US Perros-Louannec (R2) | 0 - 3   | AS Vitré (N2)                                   |                                                           |                                                           |
| 14 h 0 CET       |                         | (0 - 1) | 40e Lebacle · 71e Henaff-Le Gall · 86e Leblacle | Stade Yves Le Jannou, Perros-Guirec Arbitrage : Paul Garo | Stade Yves Le Jannou, Perros-Guirec Arbitrage : Paul Garo |
| 14 h 0 CET       | Rapport                 |         |                                                 | Stade Yves Le Jannou, Perros-Guirec Arbitrage : Paul Garo | Stade Yves Le Jannou, Perros-Guirec Arbitrage : Paul Garo |

| 27 novembre 2021 | EA Guingamp (L2) | 1 - 0   | Stade briochin (N1) |                                                                                |                                                                                |
| 16 h 15 CET      | Lemonnier 26e    | (1 - 0) |                     | Stade de Roudourou, Guingamp Diffuseur : Eurosport 2 Arbitrage : Jérémy Stinat | Stade de Roudourou, Guingamp Diffuseur : Eurosport 2 Arbitrage : Jérémy Stinat |
| 16 h 15 CET      | Rapport          |         |                     | Stade de Roudourou, Guingamp Diffuseur : Eurosport 2 Arbitrage : Jérémy Stinat | Stade de Roudourou, Guingamp Diffuseur : Eurosport 2 Arbitrage : Jérémy Stinat |

- Groupe J

| 26 novembre 2021 | Les Herbiers VF (N2) | 1 - 1 3 - 4 t. a. b. | SC Bastia (L2) |                                                                         |                                                                         |
| 19 h 30 CET      | 34e Grellier         | (1 - 1)              | 18e Schur      | Parc des Sports Massabielle, Les Herbiers Arbitrage : Bartolomeu Varela | Parc des Sports Massabielle, Les Herbiers Arbitrage : Bartolomeu Varela |
| 19 h 30 CET      | Rapport              |                      |                | Parc des Sports Massabielle, Les Herbiers Arbitrage : Bartolomeu Varela | Parc des Sports Massabielle, Les Herbiers Arbitrage : Bartolomeu Varela |
| 19 h 30 CET      | Tirs au but 3 - 4    |                      |                | Parc des Sports Massabielle, Les Herbiers Arbitrage : Bartolomeu Varela | Parc des Sports Massabielle, Les Herbiers Arbitrage : Bartolomeu Varela |

| 27 novembre 2021 | PD Ergué-Gabéric (R1) | 1 - 2   | Vannes OC (N2)          |                                                                                 |                                                                                 |
| 18 h 0 CET       | 51e (pen.) Le Reste   | (0 - 1) | 30e Persico · 83e Daury | Stade de Lestonan, Ergué-Gabéric Spectateurs : 1 860 Arbitrage : Brendan Roffet | Stade de Lestonan, Ergué-Gabéric Spectateurs : 1 860 Arbitrage : Brendan Roffet |
| 18 h 0 CET       | Rapport               |         |                         | Stade de Lestonan, Ergué-Gabéric Spectateurs : 1 860 Arbitrage : Brendan Roffet | Stade de Lestonan, Ergué-Gabéric Spectateurs : 1 860 Arbitrage : Brendan Roffet |

| 27 novembre 2021 | Stade Lavallois (N1) | 1 - 1 7 - 6 t. a. b. | Le Mans FC (N1)   |                                                               |                                                               |
| 14 h 0 CET       | Goncalves 24e        | (1 - 1)              | 40e (pen.) Donisa | Stade Francis-Le-Basser, Laval Arbitrage : Benjamin Lepaysant | Stade Francis-Le-Basser, Laval Arbitrage : Benjamin Lepaysant |
| 14 h 0 CET       | Rapport              |                      |                   | Stade Francis-Le-Basser, Laval Arbitrage : Benjamin Lepaysant | Stade Francis-Le-Basser, Laval Arbitrage : Benjamin Lepaysant |
| 14 h 0 CET       | Tirs au but 7 - 6    |                      |                   | Stade Francis-Le-Basser, Laval Arbitrage : Benjamin Lepaysant | Stade Francis-Le-Basser, Laval Arbitrage : Benjamin Lepaysant |

| 28 novembre 2021 | US Trégunc (N3) | 0 - 3   | La Roche VF (N3)                           |                                                                               |                                                                               |
| 14 h 30 CET      |                 | (0 - 1) | 14e Minaud · 47e Charrier · 90+6e Charrier | Stade de La Pinède, Trégunc Spectateurs : 1 000 Arbitrage : Lakhdar El Bedoui | Stade de La Pinède, Trégunc Spectateurs : 1 000 Arbitrage : Lakhdar El Bedoui |
| 14 h 30 CET      | Rapport         |         |                                            | Stade de La Pinède, Trégunc Spectateurs : 1 000 Arbitrage : Lakhdar El Bedoui | Stade de La Pinède, Trégunc Spectateurs : 1 000 Arbitrage : Lakhdar El Bedoui |

## Phase finale

### Trente-deuxièmes de finale

#### Participants
À ce stade de la compétition, les trois petits poucets sont les clubs de Montauban FCTG, la JSCBA Nîmes et l'AS Panazol évoluant en Régional 2 (niveau 7).
Les 64 clubs sont répartis dans 4 groupes par géographie (pour éviter les longs déplacements) et par niveau (5 clubs de L1 par groupe).
Le tirage au sort se déroule le lundi 29 novembre à 19 heures au Parc des Princes et est diffusé sur la chaîne Eurosport 2. Six sportifs français effectuent le tirage : Léa Khelifi, Romane Dicko, Vincent Gérard, Nedim Remili, Florence Masnada et Ophélie David.

#### Rencontres
Les rencontres ont lieu du jeudi 16 au dimanche 19 décembre,. À la suite d'un stade non homologué pour ce tour et faute d'y avoir trouvé un autre capable d'accueillir le match, deux rencontres sont inversées : Vénissieux FC (R1) / US Créteil-Lusitanos (N1) et ES Cannet-Rocheville (N3) / Olympique de Marseille (L1).
- Groupe A

| 18 décembre 2021 | AS Panazol (R2)   | 1 - 1 3 - 4 t. a. b. | AS Vitré (N2) | | |
| 13 h 45 CET      | Mbaye 45e         | (1 - 1)              | 38e Laurent   | Stade Saint-Lazare, Limoges Spectateurs : 1 564 Diffuseur : Eurosport Player Arbitrage : Romain Delpech | Stade Saint-Lazare, Limoges Spectateurs : 1 564 Diffuseur : Eurosport Player Arbitrage : Romain Delpech |
| 13 h 45 CET      | Rapport           |                      |               | Stade Saint-Lazare, Limoges Spectateurs : 1 564 Diffuseur : Eurosport Player Arbitrage : Romain Delpech | Stade Saint-Lazare, Limoges Spectateurs : 1 564 Diffuseur : Eurosport Player Arbitrage : Romain Delpech |
| 13 h 45 CET      | Tirs au but 3 - 4 |                      |               | Stade Saint-Lazare, Limoges Spectateurs : 1 564 Diffuseur : Eurosport Player Arbitrage : Romain Delpech | Stade Saint-Lazare, Limoges Spectateurs : 1 564 Diffuseur : Eurosport Player Arbitrage : Romain Delpech |

| 18 décembre 2021 | EA Guingamp (L2)         | 2 - 3   | Amiens SC (L2)      | | |
| 16 h 0 CET       | Livolant 63e · Gomis 73e | (0 - 2) | 20e 45+1e 55e Akolo | Stade de Roudourou, Guingamp Spectateurs : 3 572 Diffuseur : Eurosport 2 Arbitrage : Romain Lissorgue | Stade de Roudourou, Guingamp Spectateurs : 3 572 Diffuseur : Eurosport 2 Arbitrage : Romain Lissorgue |
| 16 h 0 CET       | Rapport                  |         |                     | Stade de Roudourou, Guingamp Spectateurs : 3 572 Diffuseur : Eurosport 2 Arbitrage : Romain Lissorgue | Stade de Roudourou, Guingamp Spectateurs : 3 572 Diffuseur : Eurosport 2 Arbitrage : Romain Lissorgue |

| 18 décembre 2021 | US Quevilly-Rouen Métropole (L2)               | 1 - 1 4 - 2 t. a. b. | Stade Lavallois (N1)                  | | |
| 18 h 30 CET      | Nazon 73e                                      | (0 - 1)              | 16e Magiotti                          | Stade Robert-Diochon, Le Petit-Quevilly Spectateurs : 2 208 Diffuseur : Eurosport 2 Arbitrage : Antony Gautier | Stade Robert-Diochon, Le Petit-Quevilly Spectateurs : 2 208 Diffuseur : Eurosport 2 Arbitrage : Antony Gautier |
| 18 h 30 CET      | Rapport                                        |                      |                                       | Stade Robert-Diochon, Le Petit-Quevilly Spectateurs : 2 208 Diffuseur : Eurosport 2 Arbitrage : Antony Gautier | Stade Robert-Diochon, Le Petit-Quevilly Spectateurs : 2 208 Diffuseur : Eurosport 2 Arbitrage : Antony Gautier |
| 18 h 30 CET      | Ndilu · Jozefzoon · Lambese · Zabou · Padovani | Tirs au but 4 - 2    | Maggiotti · Durbant · Roye · da Silva | Stade Robert-Diochon, Le Petit-Quevilly Spectateurs : 2 208 Diffuseur : Eurosport 2 Arbitrage : Antony Gautier | Stade Robert-Diochon, Le Petit-Quevilly Spectateurs : 2 208 Diffuseur : Eurosport 2 Arbitrage : Antony Gautier |

| 18 décembre 2021 | Stade rennais FC (L1) | 1 - 0   | FC Lorient (L1) |                                                                                              |                                                                                              |
| 21 h 0 CET       | Omari 21e             | (1 - 0) |                 | Roazhon Park, Rennes Spectateurs : 19 636 Diffuseur : Eurosport 2 Arbitrage : Amaury Delerue | Roazhon Park, Rennes Spectateurs : 19 636 Diffuseur : Eurosport 2 Arbitrage : Amaury Delerue |
| 21 h 0 CET       | Rapport               |         |                 | Roazhon Park, Rennes Spectateurs : 19 636 Diffuseur : Eurosport 2 Arbitrage : Amaury Delerue | Roazhon Park, Rennes Spectateurs : 19 636 Diffuseur : Eurosport 2 Arbitrage : Amaury Delerue |

| 19 décembre 2021 | Wasquehal Football (N3) | 0 - 4   | Vannes OC (N2)                                 | | |
| 16 h 0 CET       |                         | (0 - 3) | 10e 45+1e Persico · 24e Kouassi · 90+2e Ebrard | Stade Henri Seigneur, Croix Spectateurs : 956 Diffuseur : Eurosport Player Arbitrage : Guillaume Paradis | Stade Henri Seigneur, Croix Spectateurs : 956 Diffuseur : Eurosport Player Arbitrage : Guillaume Paradis |
| 16 h 0 CET       | Rapport                 |         |                                                | Stade Henri Seigneur, Croix Spectateurs : 956 Diffuseur : Eurosport Player Arbitrage : Guillaume Paradis | Stade Henri Seigneur, Croix Spectateurs : 956 Diffuseur : Eurosport Player Arbitrage : Guillaume Paradis |

| 19 décembre 2021 | ESA Linas-Montlhéry (N3) | 2 - 0   | Angers SCO (L1) | | |
| 16 h 0 CET       | Leno 9e 24e              | (2 - 0) |                 | Stade Paul Desgouillons, Montlhéry Spectateurs : 1 445 Diffuseur : Eurosport 2 Arbitrage : Ruddy Buquet | Stade Paul Desgouillons, Montlhéry Spectateurs : 1 445 Diffuseur : Eurosport 2 Arbitrage : Ruddy Buquet |
| 16 h 0 CET       | Rapport                  |         |                 | Stade Paul Desgouillons, Montlhéry Spectateurs : 1 445 Diffuseur : Eurosport 2 Arbitrage : Ruddy Buquet | Stade Paul Desgouillons, Montlhéry Spectateurs : 1 445 Diffuseur : Eurosport 2 Arbitrage : Ruddy Buquet |

| 19 décembre 2021 | Girondins de Bordeaux (L1)                                                                     | 10 - 0  | AS Jumeaux M'Zoisia (R1 Mayotte) | | |
| 18 h 20 CET      | Medioub 10e · Niang 29e 45e 52e 65e · Pembélé 50e 62e · Dilrosun 58e · Sissokho 70e · Maja 77e | (3 - 0) |                                  | Matmut Atlantique, Bordeaux Spectateurs : 7 636 Diffuseur : Eurosport 2, Mayotte La Première Arbitrage : Stéphanie Frappart | Matmut Atlantique, Bordeaux Spectateurs : 7 636 Diffuseur : Eurosport 2, Mayotte La Première Arbitrage : Stéphanie Frappart |
| 18 h 20 CET      | Rapport                                                                                        |         |                                  | Matmut Atlantique, Bordeaux Spectateurs : 7 636 Diffuseur : Eurosport 2, Mayotte La Première Arbitrage : Stéphanie Frappart | Matmut Atlantique, Bordeaux Spectateurs : 7 636 Diffuseur : Eurosport 2, Mayotte La Première Arbitrage : Stéphanie Frappart |

| 19 décembre 2021 | Dinan Léhon FC (N3) | 0 - 0 12 - 13 t. a. b. | Stade brestois (L1) | | |
| 18 h 20 CET      | | (0 - 0)                | | Stade Fred-Aubert, Saint-Brieuc Spectateurs : 3 475 Diffuseur : Eurosport 2 Arbitrage : Benjamin Lepaysant | Stade Fred-Aubert, Saint-Brieuc Spectateurs : 3 475 Diffuseur : Eurosport 2 Arbitrage : Benjamin Lepaysant |
| 18 h 20 CET      | Rapport |                        | | Stade Fred-Aubert, Saint-Brieuc Spectateurs : 3 475 Diffuseur : Eurosport 2 Arbitrage : Benjamin Lepaysant | Stade Fred-Aubert, Saint-Brieuc Spectateurs : 3 475 Diffuseur : Eurosport 2 Arbitrage : Benjamin Lepaysant |
| 18 h 20 CET      | Dufouil · Coiffic · Benakli · Lefebvre · Jégu · Hervé · Mbongue · Dupa · Houssou · Barbe · Dufouil · Coiffic · Benakli · Lefebvre · Jégu · Hervé | Tirs au but 12 - 13    | Mounié · Le Douaron · Lasne · Honorat · Cardona · Agoumé · Duverne · Chardonnet · Brassier · Larsonneur · Mounié · Le Douaron · Lasne · Cardona · Agoumé · Duverne | Stade Fred-Aubert, Saint-Brieuc Spectateurs : 3 475 Diffuseur : Eurosport 2 Arbitrage : Benjamin Lepaysant | Stade Fred-Aubert, Saint-Brieuc Spectateurs : 3 475 Diffuseur : Eurosport 2 Arbitrage : Benjamin Lepaysant |

- Groupe B

| 17 décembre 2021 | Paris FC (L2) | Annulé  | Olympique lyonnais (L1) |                                                                                              |                                                                                              |
| 21 h 0 CET       |               | (1 - 1) |                         | Stade Charléty, Paris Spectateurs : 15 717 Diffuseur : Eurosport 2 Arbitrage : Jérémy Stinat | Stade Charléty, Paris Spectateurs : 15 717 Diffuseur : Eurosport 2 Arbitrage : Jérémy Stinat |
| 21 h 0 CET       | Rapport       |         |                         | Stade Charléty, Paris Spectateurs : 15 717 Diffuseur : Eurosport 2 Arbitrage : Jérémy Stinat | Stade Charléty, Paris Spectateurs : 15 717 Diffuseur : Eurosport 2 Arbitrage : Jérémy Stinat |

| 18 décembre 2021 | Toulouse FC (L2)                        | 4 - 1   | Nîmes Olympique (L2) | | |
| 13 h 45 CET      | Onaiwu 35e 45e · Healey 70e · Ratão 70e | (2 - 1) | 15e Doucouré         | Stadium de Toulouse, Toulouse Spectateurs : 7 059 Diffuseur : Eurosport 2 Arbitrage : Thomas Léonard | Stadium de Toulouse, Toulouse Spectateurs : 7 059 Diffuseur : Eurosport 2 Arbitrage : Thomas Léonard |
| 13 h 45 CET      | Rapport                                 |         |                      | Stadium de Toulouse, Toulouse Spectateurs : 7 059 Diffuseur : Eurosport 2 Arbitrage : Thomas Léonard | Stadium de Toulouse, Toulouse Spectateurs : 7 059 Diffuseur : Eurosport 2 Arbitrage : Thomas Léonard |

| 18 décembre 2021 | JSCBA Nîmes (R2) | 0 - 4   | Clermont Foot (L1)                                     | | |
| 16 h 0 CET       |                  | (0 - 3) | 32e (pen.) 58e (pen.) Tell · 34e Khaoui · 42e Iglesias | Stade des Costières, Nîmes Spectateurs : 2 490 Diffuseur : Eurosport 2 Arbitrage : Mathieu Vernice | Stade des Costières, Nîmes Spectateurs : 2 490 Diffuseur : Eurosport 2 Arbitrage : Mathieu Vernice |
| 16 h 0 CET       | Rapport          |         |                                                        | Stade des Costières, Nîmes Spectateurs : 2 490 Diffuseur : Eurosport 2 Arbitrage : Mathieu Vernice | Stade des Costières, Nîmes Spectateurs : 2 490 Diffuseur : Eurosport 2 Arbitrage : Mathieu Vernice |

| 19 décembre 2021 | Stade Poitevin FC (N3) | 0 - 1   | RC Lens (L1) | | |
| 13 h 45 CET      |                        | (0 - 1) | 37e Ganago   | Stade Michel-Amand, Buxerolles Spectateurs : 4 976 Diffuseur : Eurosport 2, France 3 Régions Arbitrage : Jérôme Miguelgorry | Stade Michel-Amand, Buxerolles Spectateurs : 4 976 Diffuseur : Eurosport 2, France 3 Régions Arbitrage : Jérôme Miguelgorry |
| 13 h 45 CET      | Rapport                |         |              | Stade Michel-Amand, Buxerolles Spectateurs : 4 976 Diffuseur : Eurosport 2, France 3 Régions Arbitrage : Jérôme Miguelgorry | Stade Michel-Amand, Buxerolles Spectateurs : 4 976 Diffuseur : Eurosport 2, France 3 Régions Arbitrage : Jérôme Miguelgorry |

| 19 décembre 2021 | Bergerac Périgord FC (N2)                     | 0 - 0 5 - 4 t. a. b. | FC Metz (L1)                             | | |
| 13 h 45 CET      |                                               | (0 - 0)              |                                          | Stade Gaston Simounet, Bergerac Spectateurs : 2 442 Diffuseur : Eurosport 2, France 3 Régions Arbitrage : Nicolas Rainville | Stade Gaston Simounet, Bergerac Spectateurs : 2 442 Diffuseur : Eurosport 2, France 3 Régions Arbitrage : Nicolas Rainville |
| 13 h 45 CET      | Rapport                                       |                      |                                          | Stade Gaston Simounet, Bergerac Spectateurs : 2 442 Diffuseur : Eurosport 2, France 3 Régions Arbitrage : Nicolas Rainville | Stade Gaston Simounet, Bergerac Spectateurs : 2 442 Diffuseur : Eurosport 2, France 3 Régions Arbitrage : Nicolas Rainville |
| 13 h 45 CET      | Fachan · Escarpit · Ducros · Mingoua · M'Laab | Tirs au but 5 - 4    | Niane · Sarr · Yade · Jemerson · Boulaya | Stade Gaston Simounet, Bergerac Spectateurs : 2 442 Diffuseur : Eurosport 2, France 3 Régions Arbitrage : Nicolas Rainville | Stade Gaston Simounet, Bergerac Spectateurs : 2 442 Diffuseur : Eurosport 2, France 3 Régions Arbitrage : Nicolas Rainville |

| 19 décembre 2021 | US Chauvigny (N3)              | 2 - 1   | C' Chartres Football (N2) | | |
| 18 h 20 CET      | Ayadi 43e · Nsiete Zasamba 49e | (1 - 0) | 76e Hemia                 | Stade de la Montée-Rouge, Châtellerault Spectateurs : 2 541 Diffuseur : Eurosport Player Arbitrage : Bartolomeu Varela | Stade de la Montée-Rouge, Châtellerault Spectateurs : 2 541 Diffuseur : Eurosport Player Arbitrage : Bartolomeu Varela |
| 18 h 20 CET      | Rapport                        |         |                           | Stade de la Montée-Rouge, Châtellerault Spectateurs : 2 541 Diffuseur : Eurosport Player Arbitrage : Bartolomeu Varela | Stade de la Montée-Rouge, Châtellerault Spectateurs : 2 541 Diffuseur : Eurosport Player Arbitrage : Bartolomeu Varela |

| 19 décembre 2021 | Montauban FC TG (R2) | 1 - 2   | La Roche VF (N3)          |                                                                                                   |                                                                                                   |
| 18 h 20 CET      | Feltin 61e           | (0 - 0) | 88e Berjon · 90+2e Billet | Stade Sapiac, Montauban Spectateurs : 3 429 Diffuseur : Eurosport Player Arbitrage : Floris Aubin | Stade Sapiac, Montauban Spectateurs : 3 429 Diffuseur : Eurosport Player Arbitrage : Floris Aubin |
| 18 h 20 CET      | Rapport              |         |                           | Stade Sapiac, Montauban Spectateurs : 3 429 Diffuseur : Eurosport Player Arbitrage : Floris Aubin | Stade Sapiac, Montauban Spectateurs : 3 429 Diffuseur : Eurosport Player Arbitrage : Floris Aubin |

| 19 décembre 2021 | SO Cholet (N1) | 0 - 1   | OGC Nice (L1) |                                                                                                  |                                                                                                  |
| 18 h 20 CET      |                | (0 - 0) | 63e Delort    | Stade Omnisports, Cholet Spectateurs : 3 090 Diffuseur : Eurosport 2 Arbitrage : Bastien Dechepy | Stade Omnisports, Cholet Spectateurs : 3 090 Diffuseur : Eurosport 2 Arbitrage : Bastien Dechepy |
| 18 h 20 CET      | Rapport        |         |               | Stade Omnisports, Cholet Spectateurs : 3 090 Diffuseur : Eurosport 2 Arbitrage : Bastien Dechepy | Stade Omnisports, Cholet Spectateurs : 3 090 Diffuseur : Eurosport 2 Arbitrage : Bastien Dechepy |

- Groupe C

| 18 décembre 2021 | Hauts Lyonnais (N3) | 1 - 3   | SC Bastia (L2)                             | | |
| 13 h 45 CET      | Boussaid 57e        | (0 - 3) | 5e Sainati · 34e Le Cardinal · 45+1e Saadi | Stade Maurice Rousson, Feurs Spectateurs : 1 956 Diffuseur : Eurosport 2 Arbitrage : Abdelatif Kherradji | Stade Maurice Rousson, Feurs Spectateurs : 1 956 Diffuseur : Eurosport 2 Arbitrage : Abdelatif Kherradji |
| 13 h 45 CET      | Rapport             |         |                                            | Stade Maurice Rousson, Feurs Spectateurs : 1 956 Diffuseur : Eurosport 2 Arbitrage : Abdelatif Kherradji | Stade Maurice Rousson, Feurs Spectateurs : 1 956 Diffuseur : Eurosport 2 Arbitrage : Abdelatif Kherradji |

| 18 décembre 2021 | FC Sochaux-Montbéliard (L2)                    | 0 - 0 4 - 5 t. a. b. | FC Nantes (L1)                                         | | |
| 16 h 0 CET       |                                                | (0 - 0)              |                                                        | Stade Auguste-Bonal, Montbéliard Spectateurs : 8 001 Diffuseur : Eurosport 2 Arbitrage : Benoît Bastien | Stade Auguste-Bonal, Montbéliard Spectateurs : 8 001 Diffuseur : Eurosport 2 Arbitrage : Benoît Bastien |
| 16 h 0 CET       | Rapport                                        |                      |                                                        | Stade Auguste-Bonal, Montbéliard Spectateurs : 8 001 Diffuseur : Eurosport 2 Arbitrage : Benoît Bastien | Stade Auguste-Bonal, Montbéliard Spectateurs : 8 001 Diffuseur : Eurosport 2 Arbitrage : Benoît Bastien |
| 16 h 0 CET       | Faraj · Viltard · Do Couto · Senaya · Diedhiou | Tirs au but 4 - 5    | Pereira De Sa · Moutoussamy · Corchia · Coco · Pallois | Stade Auguste-Bonal, Montbéliard Spectateurs : 8 001 Diffuseur : Eurosport 2 Arbitrage : Benoît Bastien | Stade Auguste-Bonal, Montbéliard Spectateurs : 8 001 Diffuseur : Eurosport 2 Arbitrage : Benoît Bastien |

| 18 décembre 2021 | Jura Sud Foot (N2)                                         | 5 - 2   | Saint-Denis FC (R1 Réunion)         | | |
| 16 h 0 CET       | M'Buyi 10e 35e · Faucher 44e · Kasong Yav 50e · Khaled 74e | (3 - 1) | 45+2e Assoumani · 90e Rakotondraibe | Stade municipal, Moirans-en-Montagne Spectateurs : 991 Diffuseur : Eurosport Player, Réunion La Première Arbitrage : Frank Schneider | Stade municipal, Moirans-en-Montagne Spectateurs : 991 Diffuseur : Eurosport Player, Réunion La Première Arbitrage : Frank Schneider |
| 16 h 0 CET       | Rapport                                                    |         |                                     | Stade municipal, Moirans-en-Montagne Spectateurs : 991 Diffuseur : Eurosport Player, Réunion La Première Arbitrage : Frank Schneider | Stade municipal, Moirans-en-Montagne Spectateurs : 991 Diffuseur : Eurosport Player, Réunion La Première Arbitrage : Frank Schneider |

| 18 décembre 2021 | AS Cannes (N3)                                     | 1 - 1 3 - 2 t. a. b. | Dijon FCO (L2)                                 | | |
| 18 h 30 CET      | Gonçalves 74e                                      | (0 - 0)              | 48e Le Bihan                                   | Stade Pierre-de-Coubertin, Cannes Spectateurs : 1 940 Diffuseur : Eurosport 2 Arbitrage : Arnaud Baert | Stade Pierre-de-Coubertin, Cannes Spectateurs : 1 940 Diffuseur : Eurosport 2 Arbitrage : Arnaud Baert |
| 18 h 30 CET      | Rapport                                            |                      |                                                | Stade Pierre-de-Coubertin, Cannes Spectateurs : 1 940 Diffuseur : Eurosport 2 Arbitrage : Arnaud Baert | Stade Pierre-de-Coubertin, Cannes Spectateurs : 1 940 Diffuseur : Eurosport 2 Arbitrage : Arnaud Baert |
| 18 h 30 CET      | Moutiapoulle · Djabour · Domingues · Aguad · Kielt | Tirs au but 3 - 2    | Dobre · Deaux · Sammaritano · Arlı · Scheidler | Stade Pierre-de-Coubertin, Cannes Spectateurs : 1 940 Diffuseur : Eurosport 2 Arbitrage : Arnaud Baert | Stade Pierre-de-Coubertin, Cannes Spectateurs : 1 940 Diffuseur : Eurosport 2 Arbitrage : Arnaud Baert |

| 19 décembre 2021 | Red Star FC (N1) | 0 - 2   | AS Monaco (L1)     | | |
| 13 h 45 CET      |                  | (0 - 1) | 33e 65e Ben Yedder | Stade Bauer, Saint-Ouen-sur-Seine Spectateurs : 2 670 Diffuseur : Eurosport 2, France 3 Régions Arbitrage : François Letexier | Stade Bauer, Saint-Ouen-sur-Seine Spectateurs : 2 670 Diffuseur : Eurosport 2, France 3 Régions Arbitrage : François Letexier |
| 13 h 45 CET      | Rapport          |         |                    | Stade Bauer, Saint-Ouen-sur-Seine Spectateurs : 2 670 Diffuseur : Eurosport 2, France 3 Régions Arbitrage : François Letexier | Stade Bauer, Saint-Ouen-sur-Seine Spectateurs : 2 670 Diffuseur : Eurosport 2, France 3 Régions Arbitrage : François Letexier |

| 19 décembre 2021 | Lyon-La Duchère (N2) | 0 - 1   | AS Saint-Étienne (L1) | | |
| 13 h 45 CET      |                      | (0 - 1) | 32e Nordin            | Stade de Balmont, Lyon Spectateurs : 4 098 Diffuseur : Eurosport 2, France 3 Régions Arbitrage : Benoît Millot | Stade de Balmont, Lyon Spectateurs : 4 098 Diffuseur : Eurosport 2, France 3 Régions Arbitrage : Benoît Millot |
| 13 h 45 CET      | Rapport              |         |                       | Stade de Balmont, Lyon Spectateurs : 4 098 Diffuseur : Eurosport 2, France 3 Régions Arbitrage : Benoît Millot | Stade de Balmont, Lyon Spectateurs : 4 098 Diffuseur : Eurosport 2, France 3 Régions Arbitrage : Benoît Millot |

| 19 décembre 2021 | Olympique de Marseille (L1)             | 4 - 1   | ES Cannet-Rocheville (N3) | | |
| 13 h 45 CET      | Milik 41e (pen.) 57e 90e · Henrique 77e | (1 - 1) | 16e Coré                  | Stade Vélodrome, Marseille Spectateurs : 21 538 Diffuseur : Eurosport 2, France 3 Régions Arbitrage : Johan Hamel | Stade Vélodrome, Marseille Spectateurs : 21 538 Diffuseur : Eurosport 2, France 3 Régions Arbitrage : Johan Hamel |
| 13 h 45 CET      | Rapport                                 |         |                           | Stade Vélodrome, Marseille Spectateurs : 21 538 Diffuseur : Eurosport 2, France 3 Régions Arbitrage : Johan Hamel | Stade Vélodrome, Marseille Spectateurs : 21 538 Diffuseur : Eurosport 2, France 3 Régions Arbitrage : Johan Hamel |

| 19 décembre 2021 | Andrézieux-Bouthéon FC (N2) | 0 - 1   | Montpellier HSC (L1) | | |
| 16 h 0 CET       |                             | (0 - 0) | 68e (pen.) Savanier  | Envol Stadium, Andrézieux-Bouthéon Spectateurs : 3 034 Diffuseur : Eurosport 2 Arbitrage : Clément Turpin | Envol Stadium, Andrézieux-Bouthéon Spectateurs : 3 034 Diffuseur : Eurosport 2 Arbitrage : Clément Turpin |
| 16 h 0 CET       | Rapport                     |         |                      | Envol Stadium, Andrézieux-Bouthéon Spectateurs : 3 034 Diffuseur : Eurosport 2 Arbitrage : Clément Turpin | Envol Stadium, Andrézieux-Bouthéon Spectateurs : 3 034 Diffuseur : Eurosport 2 Arbitrage : Clément Turpin |

- Groupe D

| 16 décembre 2021 | Valenciennes FC (L2) | 0 - 1   | RC Strasbourg-Alsace (L1) | | |
| 21 h 0 CET       |                      | (0 - 1) | 15e Diallo                | Stade du Hainaut, Valenciennes Spectateurs : 7 572 Diffuseur : Eurosport 2 Arbitrage : Olivier Thual | Stade du Hainaut, Valenciennes Spectateurs : 7 572 Diffuseur : Eurosport 2 Arbitrage : Olivier Thual |
| 21 h 0 CET       | Rapport              |         |                           | Stade du Hainaut, Valenciennes Spectateurs : 7 572 Diffuseur : Eurosport 2 Arbitrage : Olivier Thual | Stade du Hainaut, Valenciennes Spectateurs : 7 572 Diffuseur : Eurosport 2 Arbitrage : Olivier Thual |

| 18 décembre 2021 | ESTAC Troyes (L1)                | 1 - 1 2 - 4 t. a. b. | AS Nancy-Lorraine (L2)           |                                                                                               |                                                                                               |
| 13 h 45 CET      | Domingues 44e (pen.)             | (1 - 0)              | 63e Jung                         | Stade de l'Aube, Troyes Spectateurs : 2 916 Diffuseur : Eurosport 2 Arbitrage : Willy Delajod | Stade de l'Aube, Troyes Spectateurs : 2 916 Diffuseur : Eurosport 2 Arbitrage : Willy Delajod |
| 13 h 45 CET      | Rapport                          |                      |                                  | Stade de l'Aube, Troyes Spectateurs : 2 916 Diffuseur : Eurosport 2 Arbitrage : Willy Delajod | Stade de l'Aube, Troyes Spectateurs : 2 916 Diffuseur : Eurosport 2 Arbitrage : Willy Delajod |
| 13 h 45 CET      | Rami · Suk · Domingues · Larouci | Tirs au but 2 - 4    | Jung · El Aynaoui · Haag · Bondo | Stade de l'Aube, Troyes Spectateurs : 2 916 Diffuseur : Eurosport 2 Arbitrage : Willy Delajod | Stade de l'Aube, Troyes Spectateurs : 2 916 Diffuseur : Eurosport 2 Arbitrage : Willy Delajod |

| 18 décembre 2021 | US Sarre-Union (N3) | 0 - 1   | FC Versailles 78 (N2) | | |
| 13 h 45 CET      |                     | (0 - 1) | 27e Djoco             | Stade Omnisports, Sarre-Union Spectateurs : 1 157 Diffuseur : Eurosport Player Arbitrage : Aurélien Petit | Stade Omnisports, Sarre-Union Spectateurs : 1 157 Diffuseur : Eurosport Player Arbitrage : Aurélien Petit |
| 13 h 45 CET      | Rapport             |         |                       | Stade Omnisports, Sarre-Union Spectateurs : 1 157 Diffuseur : Eurosport Player Arbitrage : Aurélien Petit | Stade Omnisports, Sarre-Union Spectateurs : 1 157 Diffuseur : Eurosport Player Arbitrage : Aurélien Petit |

| 18 décembre 2021 | US Créteil-Lusitanos (N1)   | 3 - 0   | Vénissieux FC (R1) | | |
| 16 h 0 CET       | Araujo 19e 54e · Diarra 62e | (1 - 0) |                    | Stade Dominique-Duvauchelle, Créteil Spectateurs : 1 413 Diffuseur : Eurosport Player Arbitrage : Alexandre Perreau-Niel | Stade Dominique-Duvauchelle, Créteil Spectateurs : 1 413 Diffuseur : Eurosport Player Arbitrage : Alexandre Perreau-Niel |
| 16 h 0 CET       | Rapport                     |         |                    | Stade Dominique-Duvauchelle, Créteil Spectateurs : 1 413 Diffuseur : Eurosport Player Arbitrage : Alexandre Perreau-Niel | Stade Dominique-Duvauchelle, Créteil Spectateurs : 1 413 Diffuseur : Eurosport Player Arbitrage : Alexandre Perreau-Niel |

| 18 décembre 2021 | ES Thaon (N3)                     | 3 - 3 4 - 2 t. a. b. | AS Beauvais Oise (N2)                                  | | |
| 18 h 30 CET      | Uhlrich 16e · Rother 43e 90+4e    | (3 - 3)              | 18e (pen.) Faupala · 63e (pen.) Irie-Bi · 79e Soukouna | Stade Armand Lederlin, Capavenir Vosges Spectateurs : 1 245 Diffuseur : Eurosport Player Arbitrage : Mehdi Mokhtari | Stade Armand Lederlin, Capavenir Vosges Spectateurs : 1 245 Diffuseur : Eurosport Player Arbitrage : Mehdi Mokhtari |
| 18 h 30 CET      | Rapport                           |                      |                                                        | Stade Armand Lederlin, Capavenir Vosges Spectateurs : 1 245 Diffuseur : Eurosport Player Arbitrage : Mehdi Mokhtari | Stade Armand Lederlin, Capavenir Vosges Spectateurs : 1 245 Diffuseur : Eurosport Player Arbitrage : Mehdi Mokhtari |
| 18 h 30 CET      | Alves · Colin · Lecoanet · Comara | Tirs au but 4 - 2    | Popelard · Odzoumo · Doré · ?                          | Stade Armand Lederlin, Capavenir Vosges Spectateurs : 1 245 Diffuseur : Eurosport Player Arbitrage : Mehdi Mokhtari | Stade Armand Lederlin, Capavenir Vosges Spectateurs : 1 245 Diffuseur : Eurosport Player Arbitrage : Mehdi Mokhtari |

| 18 décembre 2021 | LOSC Lille (L1)                   | 3 - 1   | AJ Auxerre (L2) | | |
| 18 h 30 CET      | Gomes 23e · David 33e · Çelik 39e | (3 - 0) | 48e Dugimont    | Stade Pierre-Mauroy, Villeneuve-d'Ascq Spectateurs : 12 093 Diffuseur : Eurosport 2 Arbitrage : Eric Wattellier | Stade Pierre-Mauroy, Villeneuve-d'Ascq Spectateurs : 12 093 Diffuseur : Eurosport 2 Arbitrage : Eric Wattellier |
| 18 h 30 CET      | Rapport                           |         |                 | Stade Pierre-Mauroy, Villeneuve-d'Ascq Spectateurs : 12 093 Diffuseur : Eurosport 2 Arbitrage : Eric Wattellier | Stade Pierre-Mauroy, Villeneuve-d'Ascq Spectateurs : 12 093 Diffuseur : Eurosport 2 Arbitrage : Eric Wattellier |

| 19 décembre 2021 | Reims Sainte-Anne (R1) | 0 - 1   | Stade de Reims (L1) | | |
| 16 h 0 CET       |                        | (0 - 0) | 89e Adeline         | Stade Auguste-Delaune, Reims Spectateurs : 6 067 Diffuseur : Eurosport 2 Arbitrage : Jérôme Brisard | Stade Auguste-Delaune, Reims Spectateurs : 6 067 Diffuseur : Eurosport 2 Arbitrage : Jérôme Brisard |
| 16 h 0 CET       | Rapport                |         |                     | Stade Auguste-Delaune, Reims Spectateurs : 6 067 Diffuseur : Eurosport 2 Arbitrage : Jérôme Brisard | Stade Auguste-Delaune, Reims Spectateurs : 6 067 Diffuseur : Eurosport 2 Arbitrage : Jérôme Brisard |

| 19 décembre 2021 | Ent. Feignies Aulnoye FC (N3) | 0 - 3   | Paris SG (L1)                             | | |
| 21 h 10 CET      |                               | (0 - 2) | 16e (pen.) 51e Mbappé · 31e (pen.) Icardi | Stade du Hainaut, Valenciennes Spectateurs : 22 471 Diffuseur : Eurosport 2 Arbitrage : Florent Batta | Stade du Hainaut, Valenciennes Spectateurs : 22 471 Diffuseur : Eurosport 2 Arbitrage : Florent Batta |
| 21 h 10 CET      | Rapport                       |         |                                           | Stade du Hainaut, Valenciennes Spectateurs : 22 471 Diffuseur : Eurosport 2 Arbitrage : Florent Batta | Stade du Hainaut, Valenciennes Spectateurs : 22 471 Diffuseur : Eurosport 2 Arbitrage : Florent Batta |

### Seizièmes de finale

#### Participants
À ce stade de la compétition, il n'y a plus de club évoluant en championnat régional. Les cinq clubs considérés comme petits poucets sont les clubs de l'AS Cannes, l'US Chauvigny, La Roche VF, l'ESA Linas-Montlhéry et l'ES Thaon évoluant en National 3 (niveau 5).
Le tirage a lieu le dimanche 19 décembre juste avant la rencontre opposant l'Entente Feignies Aulnoye FC au Paris SG et diffusé sur la chaîne Eurosport 2.

#### Rencontres
Les rencontres sont prévues le dimanche 2, lundi 3 et mardi 4 janvier.
|  | OGC Nice (L1) | Non joué | Paris FC (L2) ou Olympique lyonnais (L1) |  |  |
|  |               |          |                                          |  |  |

| 2 janvier 2022 | Stade brestois (L1)                                      | 3 - 0   | Girondins de Bordeaux (L1) |                                                                                                  |                                                                                                  |
| 13 h 45 CET    | Mounié 36e (pen.) · Faivre 81e (pen.) · Le Douaron 90+4e | (1 - 0) |                            | Stade Francis-Le Blé, Brest Spectateurs : 4 039 Diffuseur : Eurosport 2 Arbitrage : Ruddy Buquet | Stade Francis-Le Blé, Brest Spectateurs : 4 039 Diffuseur : Eurosport 2 Arbitrage : Ruddy Buquet |
| 13 h 45 CET    | Rapport                                                  |         |                            | Stade Francis-Le Blé, Brest Spectateurs : 4 039 Diffuseur : Eurosport 2 Arbitrage : Ruddy Buquet | Stade Francis-Le Blé, Brest Spectateurs : 4 039 Diffuseur : Eurosport 2 Arbitrage : Ruddy Buquet |

| 2 janvier 2022 | AS Cannes (N3) | 0 - 1   | Toulouse FC (L2) | | |
| 13 h 45 CET    |                | (0 - 0) | 52e Ratão        | Stade Pierre-de-Coubertin, Cannes Spectateurs : 3 940 Diffuseur : Eurosport 2 Arbitrage : Romain Lissorgue | Stade Pierre-de-Coubertin, Cannes Spectateurs : 3 940 Diffuseur : Eurosport 2 Arbitrage : Romain Lissorgue |
| 13 h 45 CET    | Rapport        |         |                  | Stade Pierre-de-Coubertin, Cannes Spectateurs : 3 940 Diffuseur : Eurosport 2 Arbitrage : Romain Lissorgue | Stade Pierre-de-Coubertin, Cannes Spectateurs : 3 940 Diffuseur : Eurosport 2 Arbitrage : Romain Lissorgue |

| 2 janvier 2022 | FC Nantes (L1)          | 2 - 0   | AS Vitré (N2) | | |
| 13 h 45 CET    | Blas 25e · Geubbels 67e | (1 - 0) |               | Stade de la Beaujoire, Nantes Spectateurs : 9 555 Diffuseur : Eurosport 2 Arbitrage : Eric Wattellier | Stade de la Beaujoire, Nantes Spectateurs : 9 555 Diffuseur : Eurosport 2 Arbitrage : Eric Wattellier |
| 13 h 45 CET    | Rapport                 |         |               | Stade de la Beaujoire, Nantes Spectateurs : 9 555 Diffuseur : Eurosport 2 Arbitrage : Eric Wattellier | Stade de la Beaujoire, Nantes Spectateurs : 9 555 Diffuseur : Eurosport 2 Arbitrage : Eric Wattellier |

| 2 janvier 2022 | FC Versailles 78 (N2)                 | 4 - 0   | La Roche VF (N3) | | |
| 13 h 45 CET    | Ibayi 8e 12e · Traoré 26e · Diouf 42e | (4 - 0) |                  | Stade Montbauron, Versailles Spectateurs : 1 925 Diffuseur : Eurosport Player Arbitrage : Thomas Léonard | Stade Montbauron, Versailles Spectateurs : 1 925 Diffuseur : Eurosport Player Arbitrage : Thomas Léonard |
| 13 h 45 CET    | Rapport                               |         |                  | Stade Montbauron, Versailles Spectateurs : 1 925 Diffuseur : Eurosport Player Arbitrage : Thomas Léonard | Stade Montbauron, Versailles Spectateurs : 1 925 Diffuseur : Eurosport Player Arbitrage : Thomas Léonard |

| 2 janvier 2022 | SC Bastia (L2)           | 2 - 0   | Clermont Foot (L1) | | |
| 16 h 0 CET     | Santelli 25e · Robic 70e | (1 - 0) |                    | Stade Armand-Cesari, Furiani Spectateurs : 5 322 Diffuseur : Eurosport 2 Arbitrage : Pierre Gaillouste | Stade Armand-Cesari, Furiani Spectateurs : 5 322 Diffuseur : Eurosport 2 Arbitrage : Pierre Gaillouste |
| 16 h 0 CET     | Rapport                  |         |                    | Stade Armand-Cesari, Furiani Spectateurs : 5 322 Diffuseur : Eurosport 2 Arbitrage : Pierre Gaillouste | Stade Armand-Cesari, Furiani Spectateurs : 5 322 Diffuseur : Eurosport 2 Arbitrage : Pierre Gaillouste |

| 2 janvier 2022 | Bergerac Périgord FC (N2)                     | 0 - 0 5 - 4 t. a. b. | US Créteil-Lusitanos (N1)                      | | |
| 16 h 0 CET     |                                               | (0 - 0)              |                                                | Stade Gaston Simounet, Bergerac Spectateurs : 2 156 Diffuseur : Eurosport Player Arbitrage : Johan Hamel | Stade Gaston Simounet, Bergerac Spectateurs : 2 156 Diffuseur : Eurosport Player Arbitrage : Johan Hamel |
| 16 h 0 CET     | Rapport                                       |                      |                                                | Stade Gaston Simounet, Bergerac Spectateurs : 2 156 Diffuseur : Eurosport Player Arbitrage : Johan Hamel | Stade Gaston Simounet, Bergerac Spectateurs : 2 156 Diffuseur : Eurosport Player Arbitrage : Johan Hamel |
| 16 h 0 CET     | Fachan · Escarpit · Ducros · Mingoua · M'Laab | Tirs au but 5 - 4    | Farade · Pereira · Aouladzian · Urie · Chergui | Stade Gaston Simounet, Bergerac Spectateurs : 2 156 Diffuseur : Eurosport Player Arbitrage : Johan Hamel | Stade Gaston Simounet, Bergerac Spectateurs : 2 156 Diffuseur : Eurosport Player Arbitrage : Johan Hamel |

| 2 janvier 2022 | Montpellier HSC (L1) | 1 - 0   | RC Strasbourg-Alsace (L1) | | |
| 16 h 0 CET     | Ristić 20e           | (1 - 0) |                           | Stade de la Mosson, Montpellier Spectateurs : 4 575 Diffuseur : Eurosport 2 Arbitrage : Amaury Delerue | Stade de la Mosson, Montpellier Spectateurs : 4 575 Diffuseur : Eurosport 2 Arbitrage : Amaury Delerue |
| 16 h 0 CET     | Rapport              |         |                           | Stade de la Mosson, Montpellier Spectateurs : 4 575 Diffuseur : Eurosport 2 Arbitrage : Amaury Delerue | Stade de la Mosson, Montpellier Spectateurs : 4 575 Diffuseur : Eurosport 2 Arbitrage : Amaury Delerue |

| 2 janvier 2022 | AS Nancy-Lorraine (L2)                                | 1 - 1 4 - 3 t. a. b. | Stade rennais FC (L1)                              | | |
| 16 h 0 CET     | Biron 78e                                             | (0 - 0)              | 58e Doku                                           | Stade Marcel-Picot, Tomblaine Spectateurs : 4 227 Diffuseur : Eurosport 2 Arbitrage : Mikaël Lesage | Stade Marcel-Picot, Tomblaine Spectateurs : 4 227 Diffuseur : Eurosport 2 Arbitrage : Mikaël Lesage |
| 16 h 0 CET     | Rapport                                               |                      |                                                    | Stade Marcel-Picot, Tomblaine Spectateurs : 4 227 Diffuseur : Eurosport 2 Arbitrage : Mikaël Lesage | Stade Marcel-Picot, Tomblaine Spectateurs : 4 227 Diffuseur : Eurosport 2 Arbitrage : Mikaël Lesage |
| 16 h 0 CET     | Bondo · Biron · Triboulet · Bertrand · Simões · Delos | Tirs au but 4 - 3    | Laborde · Majer · Martin · Tel · Santamaria · Badé | Stade Marcel-Picot, Tomblaine Spectateurs : 4 227 Diffuseur : Eurosport 2 Arbitrage : Mikaël Lesage | Stade Marcel-Picot, Tomblaine Spectateurs : 4 227 Diffuseur : Eurosport 2 Arbitrage : Mikaël Lesage |

| 2 janvier 2022 | Jura Sud Foot (N2) | 1 - 4   | AS Saint-Étienne (L1)                                  | | |
| 18 h 30 CET    | Moura 78e          | (0 - 2) | 7e Nadé · 13e Nordin · 82e (pen.) Sako · 86e Boudebouz | Parc des sports du Bram, Louhans Spectateurs : 3 955 Diffuseur : Eurosport 2 Arbitrage : Bastien Dechepy | Parc des sports du Bram, Louhans Spectateurs : 3 955 Diffuseur : Eurosport 2 Arbitrage : Bastien Dechepy |
| 18 h 30 CET    | Rapport            |         |                                                        | Parc des sports du Bram, Louhans Spectateurs : 3 955 Diffuseur : Eurosport 2 Arbitrage : Bastien Dechepy | Parc des sports du Bram, Louhans Spectateurs : 3 955 Diffuseur : Eurosport 2 Arbitrage : Bastien Dechepy |

| 2 janvier 2022 | ESA Linas-Montlhéry (N3)              | 3 - 3 3 - 4 t. a. b. | Amiens SC (L2)                      | | |
| 18 h 30 CET    | Bouvil 64e 70e · Sylla 90+2e          | (0 - 0)              | 48e Gnahoré · 50e Akolo · 53e Lahne | Stade Paul Desgouillons, Montlhéry Spectateurs : 1 445 Diffuseur : Eurosport Player Arbitrage : Florent Batta | Stade Paul Desgouillons, Montlhéry Spectateurs : 1 445 Diffuseur : Eurosport Player Arbitrage : Florent Batta |
| 18 h 30 CET    | Rapport                               |                      |                                     | Stade Paul Desgouillons, Montlhéry Spectateurs : 1 445 Diffuseur : Eurosport Player Arbitrage : Florent Batta | Stade Paul Desgouillons, Montlhéry Spectateurs : 1 445 Diffuseur : Eurosport Player Arbitrage : Florent Batta |
| 18 h 30 CET    | Roca · Duval · Lola · Tchabo · Bouvil | Tirs au but 3 - 4    | Lachuer · Zungu · Sy · Traoré       | Stade Paul Desgouillons, Montlhéry Spectateurs : 1 445 Diffuseur : Eurosport Player Arbitrage : Florent Batta | Stade Paul Desgouillons, Montlhéry Spectateurs : 1 445 Diffuseur : Eurosport Player Arbitrage : Florent Batta |

| 2 janvier 2022 | US Quevilly-Rouen Métropole (L2) | 1 - 3   | AS Monaco (L1)                          | | |
| 18 h 30 CET    | Sidibé 43e                       | (1 - 2) | 33e (pen.) Ben Yedder · 37e 58e Volland | Stade Robert-Diochon, Le Petit-Quevilly Spectateurs : 7 826 Diffuseur : Eurosport 2 Arbitrage : Antony Gautier | Stade Robert-Diochon, Le Petit-Quevilly Spectateurs : 7 826 Diffuseur : Eurosport 2 Arbitrage : Antony Gautier |
| 18 h 30 CET    | Rapport                          |         |                                         | Stade Robert-Diochon, Le Petit-Quevilly Spectateurs : 7 826 Diffuseur : Eurosport 2 Arbitrage : Antony Gautier | Stade Robert-Diochon, Le Petit-Quevilly Spectateurs : 7 826 Diffuseur : Eurosport 2 Arbitrage : Antony Gautier |

| 2 janvier 2022 | ES Thaon (N3) | 0 - 1   | Stade de Reims (L1) | | |
| 18 h 30 CET    |               | (0 - 0) | 90+3e Hornby        | Stade Robert Sayer, Capavenir Vosges Spectateurs : 2 368 Diffuseur : Eurosport 2 Arbitrage : Clément Turpin | Stade Robert Sayer, Capavenir Vosges Spectateurs : 2 368 Diffuseur : Eurosport 2 Arbitrage : Clément Turpin |
| 18 h 30 CET    | Rapport       |         |                     | Stade Robert Sayer, Capavenir Vosges Spectateurs : 2 368 Diffuseur : Eurosport 2 Arbitrage : Clément Turpin | Stade Robert Sayer, Capavenir Vosges Spectateurs : 2 368 Diffuseur : Eurosport 2 Arbitrage : Clément Turpin |

| 2 janvier 2022 | US Chauvigny (N3) | 0 - 3   | Olympique de Marseille (L1)       | | |
| 21 h 0 CET     |                   | (0 - 2) | 29e Milik · 41e Ünder · 80e Harit | Stade municipal de Beaublanc, Limoges Spectateurs : 8 326 Diffuseur : Eurosport 2 Arbitrage : Jérôme Brisard | Stade municipal de Beaublanc, Limoges Spectateurs : 8 326 Diffuseur : Eurosport 2 Arbitrage : Jérôme Brisard |
| 21 h 0 CET     | Rapport           |         |                                   | Stade municipal de Beaublanc, Limoges Spectateurs : 8 326 Diffuseur : Eurosport 2 Arbitrage : Jérôme Brisard | Stade municipal de Beaublanc, Limoges Spectateurs : 8 326 Diffuseur : Eurosport 2 Arbitrage : Jérôme Brisard |

| 3 janvier 2022 | Vannes OC (N2) | 0 - 4   | Paris SG (L1)                     | | |
| 21 h 10 CET    |                | (0 - 1) | 28e Kimpembe · 59e 71e 77e Mbappé | Stade de la Rabine, Vannes Spectateurs : 4 952 Diffuseur : France 3, Eurosport 2 Arbitrage : Jérémy Stinat | Stade de la Rabine, Vannes Spectateurs : 4 952 Diffuseur : France 3, Eurosport 2 Arbitrage : Jérémy Stinat |
| 21 h 10 CET    | Rapport        |         |                                   | Stade de la Rabine, Vannes Spectateurs : 4 952 Diffuseur : France 3, Eurosport 2 Arbitrage : Jérémy Stinat | Stade de la Rabine, Vannes Spectateurs : 4 952 Diffuseur : France 3, Eurosport 2 Arbitrage : Jérémy Stinat |

| 4 janvier 2022 | RC Lens (L1)                           | 2 - 2 4 - 3 t. a. b. | LOSC Lille (L1)                         | | |
| 21 h 0 CET     | Fofana 67e 90+5e                       | (0 - 2)              | 28e 33e Onana                           | Stade Bollaert-Delelis, Lens Spectateurs : 5 000 Diffuseur : Eurosport 2 Arbitrage : Willy Delajod | Stade Bollaert-Delelis, Lens Spectateurs : 5 000 Diffuseur : Eurosport 2 Arbitrage : Willy Delajod |
| 21 h 0 CET     | Rapport                                |                      |                                         | Stade Bollaert-Delelis, Lens Spectateurs : 5 000 Diffuseur : Eurosport 2 Arbitrage : Willy Delajod | Stade Bollaert-Delelis, Lens Spectateurs : 5 000 Diffuseur : Eurosport 2 Arbitrage : Willy Delajod |
| 21 h 0 CET     | Saïd · Kakuta · Jean · Clauss · Fofana | Tirs au but 4 - 3    | Bamba · Fonte · Botman · Pied · Sanches | Stade Bollaert-Delelis, Lens Spectateurs : 5 000 Diffuseur : Eurosport 2 Arbitrage : Willy Delajod | Stade Bollaert-Delelis, Lens Spectateurs : 5 000 Diffuseur : Eurosport 2 Arbitrage : Willy Delajod |

### Huitièmes de finale

#### Participants
À ce stade de la compétition, les petits poucets sont le Bergerac Périgord FC et le FC Versailles 78 évoluant en National 2 (niveau 4).
Le tirage a lieu le mardi 4 janvier juste avant la rencontre opposant le RC Lens au LOSC Lille et diffusé sur la chaîne Eurosport 2.

#### Rencontres
Les rencontres ont eu lieu le vendredi 28, le samedi 29, le dimanche 30 et le lundi 31 janvier.
| 28 janvier 2022 | FC Nantes (L1) | 2 - 0   | Stade brestois (L1) | | |
| 21 h 0 CET      | Blas 25e 53e   | (1 - 0) |                     | Stade de la Beaujoire, Nantes Spectateurs : 5 000 Diffuseur : Eurosport 2 Arbitrage : Benoît Bastien | Stade de la Beaujoire, Nantes Spectateurs : 5 000 Diffuseur : Eurosport 2 Arbitrage : Benoît Bastien |
| 21 h 0 CET      | Rapport        |         |                     | Stade de la Beaujoire, Nantes Spectateurs : 5 000 Diffuseur : Eurosport 2 Arbitrage : Benoît Bastien | Stade de la Beaujoire, Nantes Spectateurs : 5 000 Diffuseur : Eurosport 2 Arbitrage : Benoît Bastien |

| 29 janvier 2022 | AS Nancy-Lorraine (L2) | 0 - 2   | Amiens SC (L2)              | | |
| 16 h 15 CET     |                        | (0 - 2) | 15e Lusamba · 38e Arokodare | Stade Marcel Picot, Tomblaine Spectateurs : 4 089 Diffuseur : Eurosport 2 Arbitrage : Bastien Depechy | Stade Marcel Picot, Tomblaine Spectateurs : 4 089 Diffuseur : Eurosport 2 Arbitrage : Bastien Depechy |
| 16 h 15 CET     | Rapport                |         |                             | Stade Marcel Picot, Tomblaine Spectateurs : 4 089 Diffuseur : Eurosport 2 Arbitrage : Bastien Depechy | Stade Marcel Picot, Tomblaine Spectateurs : 4 089 Diffuseur : Eurosport 2 Arbitrage : Bastien Depechy |

| 29 janvier 2022 | Toulouse FC (L2) | 0 - 1   | FC Versailles 78 (N2) |                                                                                         |                                                                                         |
| 16 h 15 CET     |                  | (0 - 0) | 79e Djoco             | Stadium, Toulouse Spectateurs : 5 413 Diffuseur : Eurosport 2 Arbitrage : Jérémy Stinat | Stadium, Toulouse Spectateurs : 5 413 Diffuseur : Eurosport 2 Arbitrage : Jérémy Stinat |
| 16 h 15 CET     | Rapport          |         |                       | Stadium, Toulouse Spectateurs : 5 413 Diffuseur : Eurosport 2 Arbitrage : Jérémy Stinat | Stadium, Toulouse Spectateurs : 5 413 Diffuseur : Eurosport 2 Arbitrage : Jérémy Stinat |

| 29 janvier 2022 | Stade de Reims (L1)                  | 1 - 1 3 - 5 t. a. b. | SC Bastia (L2)                                 | | |
| 18 h 30 CET     | Ekitike 37e                          | (1 - 0)              | 71e Salles-Lamonge                             | Stade Auguste-Delaune, Reims Spectateurs : 4 730 Diffuseur : Eurosport 2 Arbitrage : Stéphanie Frappart | Stade Auguste-Delaune, Reims Spectateurs : 4 730 Diffuseur : Eurosport 2 Arbitrage : Stéphanie Frappart |
| 18 h 30 CET     | Rapport                              |                      |                                                | Stade Auguste-Delaune, Reims Spectateurs : 4 730 Diffuseur : Eurosport 2 Arbitrage : Stéphanie Frappart | Stade Auguste-Delaune, Reims Spectateurs : 4 730 Diffuseur : Eurosport 2 Arbitrage : Stéphanie Frappart |
| 18 h 30 CET     | Ekitike · Hornby · Gravillon · Mbuku | Tirs au but 3 - 5    | Taoui · Bocognano · Vincent · Magri · Santelli | Stade Auguste-Delaune, Reims Spectateurs : 4 730 Diffuseur : Eurosport 2 Arbitrage : Stéphanie Frappart | Stade Auguste-Delaune, Reims Spectateurs : 4 730 Diffuseur : Eurosport 2 Arbitrage : Stéphanie Frappart |

| 29 janvier 2022 | Olympique de Marseille (L1)                 | 1 - 1 5 - 4 t. a. b. | Montpellier HSC (L1)                      |                                                                                                   |                                                                                                   |
| 21 h 0 CET      | Milik 74e                                   | (0 - 0)              | 80e Makouana                              | Orange Vélodrome, Marseille Spectateurs : 5 198 Diffuseur : Eurosport 2 Arbitrage : Benoît Millot | Orange Vélodrome, Marseille Spectateurs : 5 198 Diffuseur : Eurosport 2 Arbitrage : Benoît Millot |
| 21 h 0 CET      | Rapport                                     |                      |                                           | Orange Vélodrome, Marseille Spectateurs : 5 198 Diffuseur : Eurosport 2 Arbitrage : Benoît Millot | Orange Vélodrome, Marseille Spectateurs : 5 198 Diffuseur : Eurosport 2 Arbitrage : Benoît Millot |
| 21 h 0 CET      | Rongier · Milik · Ünder · Guendouzi · Payet | Tirs au but 5 - 4    | Sakho · Ristić · Leroy · Delaye · Chotard | Orange Vélodrome, Marseille Spectateurs : 5 198 Diffuseur : Eurosport 2 Arbitrage : Benoît Millot | Orange Vélodrome, Marseille Spectateurs : 5 198 Diffuseur : Eurosport 2 Arbitrage : Benoît Millot |

| 30 janvier 2022 | Bergerac Périgord FC (N2) | 1 - 0   | AS Saint-Étienne (L1) | | |
| 18 h 30 CET     | Escarpit 76e              | (0 - 0) |                       | Stade Francis-Rongiéras, Périgueux Spectateurs : 3 306 Diffuseur : Eurosport 2 Arbitrage : Florent Batta | Stade Francis-Rongiéras, Périgueux Spectateurs : 3 306 Diffuseur : Eurosport 2 Arbitrage : Florent Batta |
| 18 h 30 CET     | Rapport                   |         |                       | Stade Francis-Rongiéras, Périgueux Spectateurs : 3 306 Diffuseur : Eurosport 2 Arbitrage : Florent Batta | Stade Francis-Rongiéras, Périgueux Spectateurs : 3 306 Diffuseur : Eurosport 2 Arbitrage : Florent Batta |

| 30 janvier 2022 | RC Lens (L1)              | 2 - 4   | AS Monaco (L1)                            | | |
| 21 h 0 CET      | Saïd 45e · Kalimuendo 53e | (1 - 3) | 18e 88e Ben Yedder · 27e Lucas · 29e Diop | Stade Bollaert-Delelis, Lens Spectateurs : 5 002 Diffuseur : Eurosport 2 Arbitrage : Eric Wattellier | Stade Bollaert-Delelis, Lens Spectateurs : 5 002 Diffuseur : Eurosport 2 Arbitrage : Eric Wattellier |
| 21 h 0 CET      | Rapport                   |         |                                           | Stade Bollaert-Delelis, Lens Spectateurs : 5 002 Diffuseur : Eurosport 2 Arbitrage : Eric Wattellier | Stade Bollaert-Delelis, Lens Spectateurs : 5 002 Diffuseur : Eurosport 2 Arbitrage : Eric Wattellier |

| 31 janvier 2022 | Paris SG (L1)                                                   | 0 - 0 5 - 6 t. a. b. | OGC Nice (L1)                                                     | | |
| 21 h 15 CET     |                                                                 | (0 - 0)              |                                                                   | Parc des Princes, Paris Spectateurs : 5 000 Diffuseur : France 3, Eurosport 2 Arbitrage : Jérémie Pignard | Parc des Princes, Paris Spectateurs : 5 000 Diffuseur : France 3, Eurosport 2 Arbitrage : Jérémie Pignard |
| 21 h 15 CET     | Rapport                                                         |                      |                                                                   | Parc des Princes, Paris Spectateurs : 5 000 Diffuseur : France 3, Eurosport 2 Arbitrage : Jérémie Pignard | Parc des Princes, Paris Spectateurs : 5 000 Diffuseur : France 3, Eurosport 2 Arbitrage : Jérémie Pignard |
| 21 h 15 CET     | Messi · Mbappé · Paredes · Draxler · Verratti · Bernat · Simons | Tirs au but 5 - 6    | Schneiderlin · Todibo · Atal · Delort · Gouiri · Guessand · Dante | Parc des Princes, Paris Spectateurs : 5 000 Diffuseur : France 3, Eurosport 2 Arbitrage : Jérémie Pignard | Parc des Princes, Paris Spectateurs : 5 000 Diffuseur : France 3, Eurosport 2 Arbitrage : Jérémie Pignard |

### Quarts de finale

#### Participants
À ce stade de la compétition, les petits poucets sont le Bergerac Périgord FC et le FC Versailles 78 évoluant en National 2 (niveau 4).
| Division       | Clubs                                                       |
| -------------- | ----------------------------------------------------------- |
| Ligue 1 (4)    | - Olympique de Marseille - AS Monaco - FC Nantes - OGC Nice |
| Ligue 2 (2)    | - Amiens SC - SC Bastia                                     |
| National 2 (2) | - Bergerac Périgord FC - FC Versailles 78                   |

Le tirage a lieu le lundi 31 janvier juste avant la rencontre opposant le Paris Saint-Germain à l'OGC Nice et diffusé sur France 3.

#### Rencontres
Les rencontres sont prévues le mardi 8, mercredi 9 et jeudi 10 février.
| 8 février 2022 | AS Monaco (L1)              | 2 - 0   | Amiens SC (L2) |                                                                                               |                                                                                               |
| 21 h 0 CET     | Tchouaméni 5e · Volland 54e | (1 - 0) |                | Stade Louis-II, Monaco Spectateurs : 2 128 Diffuseur : Eurosport 2 Arbitrage : Amaury Delerue | Stade Louis-II, Monaco Spectateurs : 2 128 Diffuseur : Eurosport 2 Arbitrage : Amaury Delerue |
| 21 h 0 CET     | Rapport                     |         |                | Stade Louis-II, Monaco Spectateurs : 2 128 Diffuseur : Eurosport 2 Arbitrage : Amaury Delerue | Stade Louis-II, Monaco Spectateurs : 2 128 Diffuseur : Eurosport 2 Arbitrage : Amaury Delerue |

| 9 février 2022 | Bergerac Périgord FC (N2)                          | 1 - 1 4 - 5 t. a. b. | FC Versailles 78 (N2)                         | | |
| 18 h 30 CET    | Tressens 90e                                       | (0 - 1)              | 15e Diarrassouba                              | Stade Francis-Rongiéras, Périgueux Spectateurs : 5 379 Diffuseur : Eurosport 2 Arbitrage : Jérôme Brisard | Stade Francis-Rongiéras, Périgueux Spectateurs : 5 379 Diffuseur : Eurosport 2 Arbitrage : Jérôme Brisard |
| 18 h 30 CET    | Rapport                                            |                      |                                               | Stade Francis-Rongiéras, Périgueux Spectateurs : 5 379 Diffuseur : Eurosport 2 Arbitrage : Jérôme Brisard | Stade Francis-Rongiéras, Périgueux Spectateurs : 5 379 Diffuseur : Eurosport 2 Arbitrage : Jérôme Brisard |
| 18 h 30 CET    | Fachan · Escarpit · Ducros · Mingoua · Sahibeddine | Tirs au but 4 - 5    | Vieira · Traoré · Brun · Diarrassouba · Diouf | Stade Francis-Rongiéras, Périgueux Spectateurs : 5 379 Diffuseur : Eurosport 2 Arbitrage : Jérôme Brisard | Stade Francis-Rongiéras, Périgueux Spectateurs : 5 379 Diffuseur : Eurosport 2 Arbitrage : Jérôme Brisard |

| 9 février 2022 | OGC Nice (L1)                              | 4 - 1   | Olympique de Marseille (L1) | | |
| 21 h 15 CET    | Gouiri 10e · Kluivert 29e 49e · Delort 61e | (2 - 1) | 3e (csc) Bard               | Allianz Riviera, Nice Spectateurs : 33 346 Diffuseur : Eurosport 2, France 3 Arbitrage : Ruddy Buquet | Allianz Riviera, Nice Spectateurs : 33 346 Diffuseur : Eurosport 2, France 3 Arbitrage : Ruddy Buquet |
| 21 h 15 CET    | Rapport                                    |         |                             | Allianz Riviera, Nice Spectateurs : 33 346 Diffuseur : Eurosport 2, France 3 Arbitrage : Ruddy Buquet | Allianz Riviera, Nice Spectateurs : 33 346 Diffuseur : Eurosport 2, France 3 Arbitrage : Ruddy Buquet |

| 10 février 2022 | FC Nantes (L1)                  | 2 - 0   | SC Bastia (L2) | | |
| 21 h 0 CET      | Blas 3e (pen.) · Kolo Muani 71e | (1 - 0) |                | Stade de la Beaujoire, Nantes Spectateurs : 24 862 Diffuseur : Eurosport 2 Arbitrage : Antony Gautier | Stade de la Beaujoire, Nantes Spectateurs : 24 862 Diffuseur : Eurosport 2 Arbitrage : Antony Gautier |
| 21 h 0 CET      | Rapport                         |         |                | Stade de la Beaujoire, Nantes Spectateurs : 24 862 Diffuseur : Eurosport 2 Arbitrage : Antony Gautier | Stade de la Beaujoire, Nantes Spectateurs : 24 862 Diffuseur : Eurosport 2 Arbitrage : Antony Gautier |

### Demi-finales

#### Participants
À ce stade de la compétition, le petit poucet est le FC Versailles 78 évoluant en National 2 (niveau 4).
| Division       | Clubs                              |
| -------------- | ---------------------------------- |
| Ligue 1 (3)    | - AS Monaco - FC Nantes - OGC Nice |
| National 2 (1) | - FC Versailles 78                 |

Le tirage a lieu le mercredi 9 février à l’issue de la rencontre entre l’OGC Nice et l’Olympique de Marseille et diffusé sur France 3.

#### Rencontres
Les rencontres sont prévues le mardi 1er et mercredi 2 mars.
| 1er mars 2022 | OGC Nice (L1)            | 2 - 0   | FC Versailles 78 (N2) |                                                                                                  |                                                                                                  |
| 21 h 0 CET    | Gouiri 48e · Dolberg 73e | (0 - 0) |                       | Allianz Riviera, Nice Spectateurs : 26 723 Diffuseur : Eurosport 2 Arbitrage : François Letexier | Allianz Riviera, Nice Spectateurs : 26 723 Diffuseur : Eurosport 2 Arbitrage : François Letexier |
| 21 h 0 CET    | Rapport                  |         |                       | Allianz Riviera, Nice Spectateurs : 26 723 Diffuseur : Eurosport 2 Arbitrage : François Letexier | Allianz Riviera, Nice Spectateurs : 26 723 Diffuseur : Eurosport 2 Arbitrage : François Letexier |

| 2 mars 2022 | FC Nantes (L1)                            | 2 - 2 4 - 2 t. a. b. | AS Monaco (L1)                             | | |
| 21 h 15 CET | Sidibé 21e (csc) · Moutoussamy 74e        | (1 - 1)              | 12e Maripán · 76e Boadu                    | Stade de la Beaujoire, Nantes Spectateurs : 33 929 Diffuseur : Eurosport 2, France 3 Arbitrage : Benoît Bastien | Stade de la Beaujoire, Nantes Spectateurs : 33 929 Diffuseur : Eurosport 2, France 3 Arbitrage : Benoît Bastien |
| 21 h 15 CET | Rapport                                   |                      |                                            | Stade de la Beaujoire, Nantes Spectateurs : 33 929 Diffuseur : Eurosport 2, France 3 Arbitrage : Benoît Bastien | Stade de la Beaujoire, Nantes Spectateurs : 33 929 Diffuseur : Eurosport 2, France 3 Arbitrage : Benoît Bastien |
| 21 h 15 CET | Kolo Muani · Merlin · Moutoussamy · Simon | Tirs au but 4 - 2    | Ben Yedder · Disasi · Tchouaméni · Volland | Stade de la Beaujoire, Nantes Spectateurs : 33 929 Diffuseur : Eurosport 2, France 3 Arbitrage : Benoît Bastien | Stade de la Beaujoire, Nantes Spectateurs : 33 929 Diffuseur : Eurosport 2, France 3 Arbitrage : Benoît Bastien |

### Finale
Le parcours des finalistes est le suivant :
Note : dans les résultats ci-dessous, le score du finaliste est toujours donné en premier (D : domicile ; E : extérieur).
| OGC Nice (L1)               | OGC Nice (L1)             | Tour             | FC Nantes (L1)              | FC Nantes (L1)        |
| --------------------------- | ------------------------- | ---------------- | --------------------------- | --------------------- |
| Adversaire                  | Résultats                 |                  | Adversaire                  | Résultats             |
| (N1) SO Cholet              | 1 - 0 (E)                 | 32es de finale   | (L2) FC Sochaux-Montbéliard | 0 – 0 (5 - 4 tab) (E) |
| Sans adversaire (exempté)   | Sans adversaire (exempté) | 16es de finale   | (N2) AS Vitré               | 2 – 0 (D)             |
| (L1) Paris SG               | 0 – 0 (6 - 5 tab) (E)     | 8es de finale    | (L1) Stade brestois         | 2 – 0 (D)             |
| (L1) Olympique de Marseille | 4 – 1 (D)                 | Quarts de finale | (L2) SC Bastia              | 2 – 0 (D)             |
| (N2) FC Versailles          | 2 – 0 (D)                 | Demi-finale      | (L1) AS Monaco              | 2 – 2 (4 - 2 tab) (D) |

| Nice ·             |                     |  |
| Titulaires :       |                     |  |
|                    |                     |  |
| 01                 | Marcin Bułka        |  |
| 26                 | Melvin Bard 86e     |  |
| 04                 | Dante               |  |
| 25                 | Jean-Clair Todibo   |  |
| 23                 | Jordan Lotomba      |  |
| 11                 | Amine Gouiri        |  |
| 19                 | Khéphren Thuram     |  |
| 08                 | Pablo Rosario 63e   |  |
| 28                 | Hicham Boudaoui 57e |  |
| 07                 | Andy Delort         |  |
| 09                 | Kasper Dolberg 63e  |  |
|                    |                     |  |
| Remplaçants :      |                     |  |
| 40                 | Walter Benítez      |  |
| 05                 | Flavius Daniliuc    |  |
| 12                 | Jordan Amavi        |  |
| 06                 | Morgan Schneiderlin |  |
| 14                 | Billal Brahimi 63e  |  |
| 18                 | Mario Lemina 63e    |  |
| 21                 | Justin Kluivert 57e |  |
| 22                 | Calvin Stengs       |  |
| 24                 | Evann Guessand 86e  |  |
|                    |                     |  |
| Entraîneur :       |                     |  |
| Christophe Galtier |                     |  |

| Nantes ·          |                          |  |
| Titulaires :      |                          |  |
|                   |                          |  |
| 01                | Alban Lafont             |  |
| 03                | Andrei Girotto           |  |
| 04                | Nicolas Pallois          |  |
| 21                | Jean-Charles Castelletto |  |
| 29                | Quentin Merlin           |  |
| 10                | Ludovic Blas             |  |
| 11                | Marcus Coco 83e          |  |
| 05                | Pedro Chirivella 72e     |  |
| 18                | Samuel Moutoussamy       |  |
| 27                | Moses Simon 72e          |  |
| 23                | Randal Kolo Muani        |  |
|                   |                          |  |
| Remplaçants :     |                          |  |
| 16                | Rémy Descamps            |  |
| 02                | Fábio 83e                |  |
| 12                | Dennis Appiah            |  |
| 24                | Sébastien Corchia        |  |
| 06                | Roli Pereira De Sa       |  |
| 08                | Wylan Cyprien 72e        |  |
| 07                | Kalifa Coulibaly         |  |
| 20                | Jean-Kévin Augustin      |  |
| 26                | Osman Bukari 72e         |  |
|                   |                          |  |
| Entraîneur :      |                          |  |
| Antoine Kombouaré |                          |  |

| Nice ·             |                     |  |
| Titulaires :       |                     |  |
|                    |                     |  |
| 01                 | Marcin Bułka        |  |
| 26                 | Melvin Bard 86e     |  |
| 04                 | Dante               |  |
| 25                 | Jean-Clair Todibo   |  |
| 23                 | Jordan Lotomba      |  |
| 11                 | Amine Gouiri        |  |
| 19                 | Khéphren Thuram     |  |
| 08                 | Pablo Rosario 63e   |  |
| 28                 | Hicham Boudaoui 57e |  |
| 07                 | Andy Delort         |  |
| 09                 | Kasper Dolberg 63e  |  |
|                    |                     |  |
| Remplaçants :      |                     |  |
| 40                 | Walter Benítez      |  |
| 05                 | Flavius Daniliuc    |  |
| 12                 | Jordan Amavi        |  |
| 06                 | Morgan Schneiderlin |  |
| 14                 | Billal Brahimi 63e  |  |
| 18                 | Mario Lemina 63e    |  |
| 21                 | Justin Kluivert 57e |  |
| 22                 | Calvin Stengs       |  |
| 24                 | Evann Guessand 86e  |  |
|                    |                     |  |
| Entraîneur :       |                     |  |
| Christophe Galtier |                     |  |

| Nantes ·          |                          |  |
| Titulaires :      |                          |  |
|                   |                          |  |
| 01                | Alban Lafont             |  |
| 03                | Andrei Girotto           |  |
| 04                | Nicolas Pallois          |  |
| 21                | Jean-Charles Castelletto |  |
| 29                | Quentin Merlin           |  |
| 10                | Ludovic Blas             |  |
| 11                | Marcus Coco 83e          |  |
| 05                | Pedro Chirivella 72e     |  |
| 18                | Samuel Moutoussamy       |  |
| 27                | Moses Simon 72e          |  |
| 23                | Randal Kolo Muani        |  |
|                   |                          |  |
| Remplaçants :     |                          |  |
| 16                | Rémy Descamps            |  |
| 02                | Fábio 83e                |  |
| 12                | Dennis Appiah            |  |
| 24                | Sébastien Corchia        |  |
| 06                | Roli Pereira De Sa       |  |
| 08                | Wylan Cyprien 72e        |  |
| 07                | Kalifa Coulibaly         |  |
| 20                | Jean-Kévin Augustin      |  |
| 26                | Osman Bukari 72e         |  |
|                   |                          |  |
| Entraîneur :      |                          |  |
| Antoine Kombouaré |                          |  |

## Synthèse

### Localisation des clubs
Lyon-La Duchère

 Olympique lyonnais
 JSCBA Nîmes

 Nîmes Olympique
 Paris FC

 Paris Saint-Germain
 Reims Sainte-Anne

 Stade de Reims
| [[Fichier:Ile-de-France_region_location_map.svg\|250px\|{{#if:\|{{{alt}}}\|Coupe de France de football 2021-2022 est dans la page Île-de-France.]]Paris US Créteil-Lusitanos ESA Linas-Montlhéry Red Star FC FC Versailles Localisation des clubs d'Île-de-France | [[Fichier:Mayotte blank map.svg\|165px\|{{#if:\|{{{alt}}}\|Coupe de France de football 2021-2022 est dans la page Mayotte.]]AS Jumeaux M'Zoisia Localisation du club mahorais | [[Fichier:La Réunion arrondissement commune map.svg\|225px\|{{#if:\|{{{alt}}}\|Coupe de France de football 2021-2022 est dans la page Réunion.]]Saint-Denis FC Localisation du club réunionnais |

| Légende 32es de finale 16es de finale 8es de finale Quarts de finale Demi-finales Finaliste Vainqueur |

### Nombre d'équipes par division et par tour
| Divisions / Tours    | 7e tour  | 8e tour       | 32es de finale | 16es de finale | 8es de finale | Quarts de finale | Demi-finales  | Finale        | Vainqueur     |
| -------------------- | -------- | ------------- | -------------- | -------------- | ------------- | ---------------- | ------------- | ------------- | ------------- |
| Ligue 1 (1)          | Exemptés | Exemptés      | 20             | 15             | 10            | 4                | 3             | 2             | 1             |
| Ligue 2 (2)          | 19       | 15            | 12             | 5              | 4             | 2                | Aucune équipe | Aucune équipe | Aucune équipe |
| National (3)         | 12       | 10            | 4              | 1              | Aucune équipe | Aucune équipe    | Aucune équipe | Aucune équipe | Aucune équipe |
| National 2 (4)       | 24       | 17            | 9              | 5              | 2             | 2                | 1             | Aucune équipe | Aucune équipe |
| National 3 (5)       | 42       | 24            | 12             | 5              | Aucune équipe | Aucune équipe    | Aucune équipe | Aucune équipe | Aucune équipe |
| Régional 1 (6)       | 30       | 8             | 2              | Aucune équipe  | Aucune équipe | Aucune équipe    | Aucune équipe | Aucune équipe | Aucune équipe |
| Régional 2 (7)       | 25       | 7             | 3              | Aucune équipe  | Aucune équipe | Aucune équipe    | Aucune équipe | Aucune équipe | Aucune équipe |
| Régional 3 (8)       | 9        | 1             | Aucune équipe  | Aucune équipe  | Aucune équipe | Aucune équipe    | Aucune équipe | Aucune équipe | Aucune équipe |
| Départemental 1 (9)  | 1        | Aucune équipe | Aucune équipe  | Aucune équipe  | Aucune équipe | Aucune équipe    | Aucune équipe | Aucune équipe | Aucune équipe |
| Départemental 2 (10) | 3        | 1             | Aucune équipe  | Aucune équipe  | Aucune équipe | Aucune équipe    | Aucune équipe | Aucune équipe | Aucune équipe |
| Outre-mer            | 10       | 5             | 2              | Aucune équipe  | Aucune équipe | Aucune équipe    | Aucune équipe | Aucune équipe | Aucune équipe |
| Total                | 175      | 88            | 64             | 31             | 16            | 8                | 4             | 2             | 1             |

1. 1 2  Il n'y a pas de championnat de Régional 3 au sein de la ligue Méditerranée : le Départemental 1 correspond au 8e niveau (Structure du football en France).

### Parcours des clubs professionnels
- Les clubs de National font leur entrée dans la compétition lors du 5e tour.
- Les clubs de Ligue 2 font leur entrée dans la compétition lors du 7e tour.
- Les clubs de Ligue 1 font leur entrée dans la compétition lors des 32es de finale.

| Clubs                  | Parcours précédent | Parcours 2021-2022     |
| ---------------------- | ------------------ | ---------------------- |
| LOSC Lille             | 1/8 de finale      | 1/16 de finale         |
| Paris Saint-Germain    | Vainqueur          | 1/8 de finale          |
| AS Monaco              | Finaliste          | 1/2 finale             |
| Olympique lyonnais     | 1/4 de finale      | 1/32 de finale (Exclu) |
| Olympique de Marseille | 1/16 de finale     | 1/4 de finale          |
| Stade rennais FC       | 1/32 de finale     | 1/16 de finale         |
| RC Lens                | 1/16 de finale     | 1/8 de finale          |
| Montpellier HSC        | 1/2 finale         | 1/8 de finale          |
| OGC Nice               | 1/16 de finale     | Finaliste              |
| FC Metz                | 1/8 de finale      | 1/32 de finale         |
| AS Saint-Étienne       | 1/32 de finale     | 1/8 de finale          |
| Girondins de Bordeaux  | 1/32 de finale     | 1/16 de finale         |
| Angers SCO             | 1/4 de finale      | 1/32 de finale         |
| Stade de Reims         | 1/32 de finale     | 1/8 de finale          |
| RC Strasbourg Alsace   | 1/32 de finale     | 1/16 de finale         |
| FC Lorient             | 1/16 de finale     | 1/32 de finale         |
| Stade brestois 29      | 1/16 de finale     | 1/8 de finale          |
| FC Nantes              | 1/32 de finale     | Vainqueur              |
| ES Troyes AC           | 8e tour            | 1/32 de finale         |
| Clermont Foot 63       | 8e tour            | 1/16 de finale         |

| Clubs                  | Parcours précédent | Parcours 2021-2022     |
| ---------------------- | ------------------ | ---------------------- |
| Nîmes Olympique        | 1/32 de finale     | 1/32 de finale         |
| Dijon FCO              | 1/32 de finale     | 1/32 de finale         |
| Toulouse FC            | 1/4 de finale      | 1/8 de finale          |
| Grenoble Foot 38       | 1/32 de finale     | 8e tour                |
| Paris FC               | 1/32 de finale     | 1/32 de finale (Exclu) |
| AJ Auxerre             | 1/32 de finale     | 1/32 de finale         |
| FC Sochaux-Montbéliard | 1/16 de finale     | 1/32 de finale         |
| AS Nancy-Lorraine      | 8e tour            | 1/8 de finale          |
| EA Guingamp            | 8e tour            | 1/32 de finale         |
| Amiens SC              | 1/32 de finale     | 1/4 de finale          |
| Valenciennes FC        | 1/16 de finale     | 1/32 de finale         |
| Le Havre AC            | 8e tour            | 8e tour                |
| AC Ajaccio             | 1/32 de finale     | 7e tour                |
| Pau FC                 | 8e tour            | 7e tour                |
| Rodez AF               | 1/32 de finale     | 8e tour                |
| USL Dunkerque          | 8e tour            | 7e tour                |
| SM Caen                | 1/32 de finale     | 7e tour                |
| Chamois niortais FC    | 8e tour            | Exclu                  |
| SC Bastia              | 5e tour            | 1/4 de finale          |
| US Quevilly-Rouen      | 1/32 de finale     | 1/16 de finale         |

| Clubs           | Parcours précédent | Parcours 2021-2022 |
| --------------- | ------------------ | ------------------ |
| FC Chambly Oise | 8e tour            | 8e tour            |
| LB Châteauroux  | 8e tour            | 6e tour            |
| Le Mans FC      | 6e tour            | 8e tour            |
| US Orléans      | 8e tour            | 8e tour            |
| Red Star FC     | 1/8 de finale      | 1/32 de finale     |